# 1 października
1 października jest 274. (w latach przestępnych 275.) dniem w kalendarzu gregoriańskim. Do końca roku pozostaje 91 dni.

## Święta
- Imieniny obchodzą: Ariel, Bawon, Cieszysław, Danuta, Jan, Julia, Krescencjusz, Krescens, Krescenty, Maksyma, Małobąd, Roman, Remigiusz (data sprzed reformy Martyrologium Rzymskiego, obecnie przeniesione na 13 stycznia) i Teresa.
- Armenia – Dzień Nauczycieli
- Chiny – Rocznica Proklamowania Chińskiej Republiki Ludowej (święto narodowe)
- Cypr, Nigeria – Święto Niepodległości (święto narodowe)
- Kamerun – Święto Zjednoczenia
- Międzynarodowe:
  - Światowy Dzień Wegetarianizmu
  - Międzynarodowy Dzień Osób Starszych (ustanowiony przez Zgromadzenie Ogólne ONZ w 1990 roku)
  - Europejski Dzień Ptaków (koordynowane przez BirdLife International)
  - Międzynarodowy Dzień Muzyki (ustanowiony przez UNESCO)[1]
- Polska – Światowy Dzień Wegan (na świecie 1 listopada)
- San Marino – Inwestytura Regenta
- Singapur – Dzień Dziecka
- Tuvalu – 1. dzień Święta Tuvalu (święto narodowe)
- Wspomnienia i święta w Kościele katolickim[2][3][4] obchodzą:
  - bł. Alojzy Maria Monti
  - św. Bawon z Gandawy
  - bł. Cecylia Eusepi
  - św. Roman Melodos (pieśniarz)
  - św. Teresa od Dzieciątka Jezus (doktor Kościoła)

## Wydarzenia w Polsce

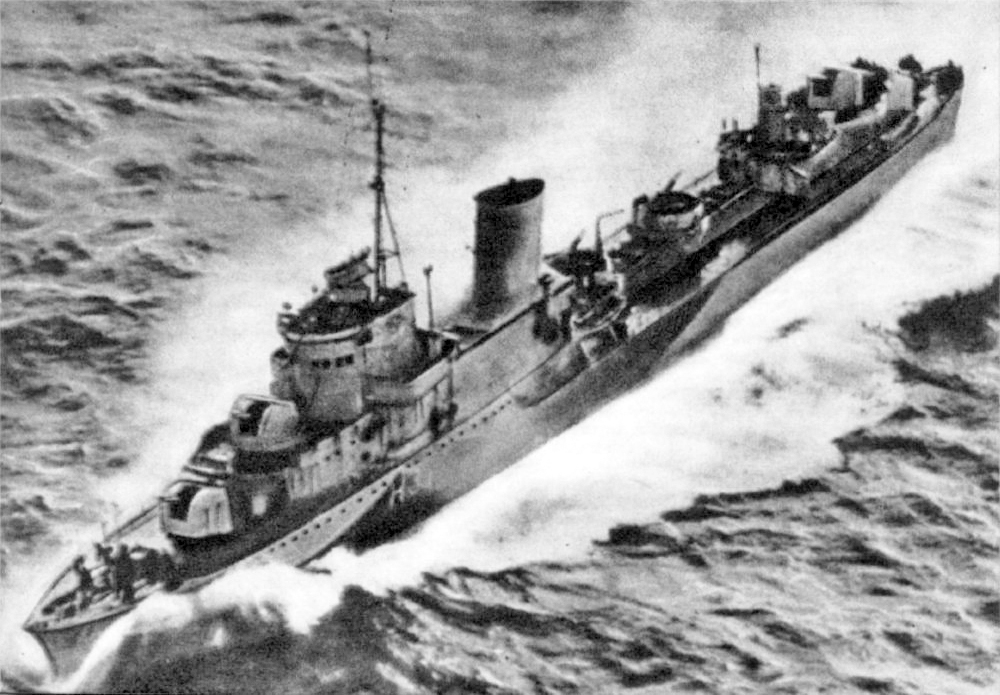
Niszczyciel ORP „Błyskawica” w czasie patrolu na Atlantyku

- 1326 – Jan Grot został mianowany biskupem krakowskim.
- 1331 – Roszczący sobie pretensje do korony polskiej król Czech Jan Luksemburski, w porozumieniu z zakonem krzyżackim, najechał Wielkopolskę.
- 1385 – Książę mazowiecki Janusz I Starszy nadał prawa miejskie Sochocinowi.
- 1401 – Papież Bonifacy IX zatwierdził fundację klasztoru karmelitów w Bydgoszczy.
- 1626 – V wojna polsko-szwedzka: zakończyła się nierozstrzygnięta Bitwa pod Gniewem.
- 1798 – Założono Towarzystwo Republikanów Polskich.
- 1808 – W Warszawie została założona Szkoła Prawa Księstwa Warszawskiego, w 1816 roku wcielona do Uniwersytetu Warszawskiego.
- 1810 – Rodzina Chopinów wraz z siedmiomiesięcznym Fryderykiem przeprowadziła się na stałe z Żelazowej Woli do Warszawy.
- 1817 – Na Uniwersytecie Wileńskim powołano tajne Towarzystwo Filomatyczne.
- 1845 – W Sianowie uruchomiono fabrykę zapałek.
- 1859 – W Warszawie ukazało się pierwsze wydanie „Tygodnika Illustrowanego”.
- 1866 – W Krakowie ukazało się pierwsze wydanie tygodnika beletrystycznego „Kalina”.
- 1875 – W Warszawie otwarto Szkołę Techniczną Drogi Żelaznej Warszawsko-Wiedeńskiej.
- 1888 – Uruchomiono linie kolejowe Jarocin-Kąkolewo i Leszno-Ostrów Wielkopolski[5].
- 1918 – Założono Stowarzyszenie Pracowników na Polu Rozwoju Żeglugi „Bandera Polska”.
- 1922 – Niemieckie wówczas Zabrze uzyskało prawa miejskie
- 1931 – W Warszawie zainaugurował działalność Kabaret Banda.
- 1936 – Zwodowano niszczyciel ORP „Błyskawica”.
- 1939 – Kampania wrześniowa:
  - W Grand Hotelu w Sopocie kmdr Marian Majewski i kpt. Antoni Kasztelan podpisali akt kapitulacji Rejonu Umocnionego Hel.
  - Zwycięstwo wojsk sowieckich nad Zgrupowaniem KOP gen. Wilhelma Orlik-Rückemanna w bitwie pod Wytycznem.
- 1940 – Niemcy utworzyli getto żydowskie w Żyrardowie.
- 1942 – W Lublinie została przeprowadzona wielka łapanka uliczna.
- 1943 – Oddział AK „Agat” dokonał w Warszawie udanego zamachu na Ernsta Weffelsa, znanego z okrucieństwa kierownika zmiany oddziału kobiecego na Pawiaku.
- 1944 – 62. dzień powstania warszawskiego: miało miejsce tymczasowe zawieszenie broni.
- 1951 – Inauguracja pierwszego roku akademickiego na Wojskowej Akademii Technicznej w Warszawie.
- 1954 – W Warszawie uruchomiono pierwszą polską stację radiofoniczną UKF na częstotliwości 97,6 MHz.
- 1982 – Została uruchomiona komunikacja trolejbusowa w Tychach.
- 1983 – W Warszawie odsłonięto Pomnik Małego Powstańca.
- 1985 – Rozpoczął się XI Międzynarodowy Konkurs Pianistyczny im. Fryderyka Chopina.
- 1989 – Z Warszawy wyjechał do RFN pociąg z 809 wschodnioniemieckimi uchodźcami.
- 1990 – Rozpoczął się XII Międzynarodowy Konkurs Pianistyczny im. Fryderyka Chopina.
- 1993 – Alwernia, Borne Sulinowo, Frampol, Glinojeck i Kleszczele otrzymały prawa miejskie.
- 1995 – Rozpoczął się XIII Międzynarodowy Konkurs Pianistyczny im. Fryderyka Chopina.
- 1996 – Rozpoczęła działalność sieć telefonii komórkowej Plus.
- 2001 – Oddano do użytku nowe skrzydło gmachu Biblioteki Jagiellońskiej w Krakowie
- 2003:
  - Adm. Roman Krzyżelewski został dowódcą Marynarki Wojennej, zastępując adm. Ryszarda Łukasika.
  - W związku ze zbliżającym się wstąpieniem Polski do Unii Europejskiej ruch osobowy z Białorusią, Rosją i Ukrainą został objęty obowiązkiem wizowym.
- 2006 – Powstała Służba Kontrwywiadu Wojskowego.
- 2009 – Ujawniono tzw. aferę hazardową.
- 2014 – Premier Ewa Kopacz wygłosiła exposé, po czym Sejm RP udzielił jej rządowi wotum zaufania.
- 2015 – W Warszawie rozpoczął się XVII Międzynarodowy Konkurs Pianistyczny im. Fryderyka Chopina.
- 2016 – W miejsce Akademii Obrony Narodowej utworzono Akademię Sztuki Wojennej z siedzibą w Warszawie-Rembertowie.

## Wydarzenia na świecie
- 331 p.n.e. – Aleksander Macedoński rozgromił wojska władcy Persji Dariusza III w bitwie pod Gaugamelą.
- 366 – Damazy I został wybrany na papieża. Mniejszość wybrała antypapieża Ursyna.
- 959 – Edgar Spokojny został królem Anglii.
- 965 – Jan XIII został wybrany na papieża.
- 1061 – Aleksander II został wybrany na papieża.
- 1273 – Rudolf I Habsburg został wybrany na króla Niemiec.
- 1307 – Przyszły król Francji Ludwik X Kłótliwy został koronowany w katedrze w Pampelunie na króla Nawarry (jako Ludwik I).
- 1410 – Jodok z Moraw został wybrany przez część elektorów na antykróla Niemiec.
- 1536 – Rozpoczęła się dysputa lozańska, która przyczyniła się do utrwalenia doktryny kalwinizmu jako przeciwnej antytrynitaryzmowi.
- 1553 – Maria I Tudor została koronowana na królową Anglii.
- 1608 – Na pokładzie angielskiego statku „Mary and Margaret” przybyło do osady Jamestown w Wirginii pięciu pierwszych polskich imigrantów w Ameryce Północnej.
- 1620 – Tianqi został cesarzem Chin.
- 1627 – Papież Urban VIII utworzył Kongregację ds. Granic Państwa Kościelnego.
- 1643 – Przyszły król Danii Fryderyk III Oldenburg poślubił księżniczkę brunszwicko-lüneburską Zofię Amelię.
- 1645 – Angielska wojna domowa: kapitulacja rojalistów na zamku Castle przed wojskami Parlamentu.
- 1653 – Moskiewski Sobór Ziemski podjął decyzję o przyłączeniu Ukrainy do Rosji.
- 1733 – W Paryżu odbyła się premiera opery Hipolit i Arycja z muzyką Jeana-Philippe’a Rameau i librettem Josepha Pellegrina.
- 1745 – Tejmuraz II został koronowany w katedrze Sweti Cchoweli w mieście Mccheta na króla Kartlii (obecnie część Gruzji).
- 1756 – Wojna siedmioletnia: zwycięstwo wojsk pruskich nad austriackimi w bitwie pod Lowosicami.
- 1777 – Podpisano traktat z San Ildefonso kończący II hiszpańsko-portugalską wojnę kolonialną.
- 1791 – Pierwsze posiedzenie francuskiego Zgromadzenia Prawodawczego, zwanego także Legislatywą.
- 1795 – Francja anektowała Niderlandy Austriackie.
- 1800 – Na mocy traktatu z San Ildefonso Hiszpania zwróciła Francji Luizjanę w zamian za obietnicę utworzenia królestwa Toskanii lub Etrurii dla bratanka hiszpańskiego króla, księcia Parmy.
- 1802 – Kardynał Giuseppe Doria Pamphili wydał w imieniu papieża Piusa VII edykt dotyczący ochrony zabytków w Państwie Kościelnym.
- 1804 – Na części zakupionej od Francji Luizjany utworzono amerykańskie Terytorium Orleanu.
- 1806 – Król pruski Fryderyk Wilhelm II wystosował do Napoleona Bonapartego ultimatum z żądaniem wycofania armii francuskiej za linię Renu i zapowiadające utworzenie konfederacji państw północnoniemieckich pod protektoratem Prus – początek wojny Francji z IV koalicją.
- 1827 – Oddziały rosyjskie gen. Iwana Paskiewicza odbiły Erywań z rąk perskich.
- 1829 – Założono Uniwersytet Kapsztadzki (jako South African College).
- 1843 – Ukazało się pierwsze wydanie brytyjskiego tabloidu „News of the World”.
- 1850 – Założono Uniwersytet w australijskim Sydney.
- 1859 – Włoska wojna wyzwoleńcza: zwycięstwo powstańców w bitwie nad rzeką Volturno.
- 1866 – Niemiecki astronom Robert Luther odkrył planetoidę podwójną (90) Antiope.
- 1874 – W Prusach wprowadzono świecką rejestrację stanu cywilnego.
- 1877 – Kanadyjski astronom James Watson odkrył planetoidę (175) Andromache.
- 1881 – Założono francuski klub sportowy Girondins Bordeaux.
- 1884 – Ukazało się pierwsze wydanie duńskiego dziennika „Politiken”.
- 1885 – Założono Duńskie Koleje Państwowe.
- 1888 – Na wyspę Nauru na Pacyfiku przybyli pierwsi niemieccy osadnicy.
- 1889 – Założono holenderski klub piłkarski HFC Haarlem.
- 1890 – Utworzono Park Narodowy Yosemite w Kalifornii.
- 1891 – Zainaugurował działalność prywatny Uniwersytet Stanforda w Kalifornii.
- 1892 – Zainaugurował działalność Uniwersytet Chicagowski.
- 1898:
  - Wojna amerykańsko-hiszpańska: rozpoczęła się konferencja pokojowa w Paryżu.
  - Zwodowano rosyjski niszczyciel „Procznyj”.
- 1900 – 25-letni Winston Churchill został wybrany, z okręgu wyborczego Oldham, po raz pierwszy do Izby Gmin.
- 1901 – Została wydana powieść Kim brytyjskiego pisarza Rudyarda Kiplinga.
- 1902:
  - Kure w Japonii uzyskało prawa miejskie.
  - Utworzono brytyjską Home Fleet.
- 1908 – Rozpoczęto sprzedaż Forda T.
- 1910 – 21 osób zginęło, a ponad 100 zostało rannych w wyniku eksplozji bomby przed budynkiem redakcji „Los Angeles Times”.
- 1911 – Wojna włosko-turecka: wojska włoskie zdobyły Trypolis.
- 1914 – I wojna światowa: rozpoczęła się bitwa pod Arras.
- 1916:
  - W Irlandii wprowadzono czas Greenwich w miejsce strefy UTC-00:25.
  - W Niemczech przeprowadzono pierwszą w historii zmianę czasu letniego na zimowy.
- 1918 – I wojna światowa: armia arabska wraz z brytyjskim Camel Corps zajęła Damaszek, kończąc kilkusetletnie panowanie tureckie.
- 1919:
  - Ukazało się pierwsze wydanie czasopisma Świadków Jehowy „Złoty Wiek” (obecnie znane jako „Przebudźcie się!”).
  - W dwudniowych starciach na tle rasowym w Elaine w stanie Arkansas zginęło 100–237 czarnoskórych i 5 białych.
- 1920:
  - Po przyłączeniu kilku okolicznych miast i kilkudziesięciu wsi Berlin osiągnął liczbę około 4 mln mieszkańców.
  - Została uchwalona konstytucja Austrii.
- 1923 – Utworzono brytyjską kolonię Rodezja Południowa.
- 1924 – 15 osób zginęło w katastrofie kolejowej w niemieckiej Moguncji.
- 1929 – Wprowadzono radziecki kalendarz rewolucyjny.
- 1930:
  - Na Kremlu moskiewskim wysadzono Monaster Czudowski założony w XIV wieku.
  - W Jerozolimie po raz pierwszy zapalono elektryczne latarnie uliczne.
  - W Wielkiej Brytanii została powołana Królewska Komisja pod kierownictwem Johna Hope Simpsona, mająca wyjaśnić przyczyny wybuchu i przebieg zamieszek w Palestynie w 1929 roku.
- 1931 – W Hiszpanii przyznano prawa wyborcze kobietom.
- 1932:
  - Na wodach Kattegatu zatonął polski parowiec „Niemen”.
  - Oswald Mosley założył Brytyjską Unię Faszystów.
- 1933 – Zwodowano japoński torpedowiec „Tomozuru”.
- 1936 – Gen. Francisco Franco ogłosił się szefem państwa i głównodowodzącym armii.
- 1938 – Zgodnie z postanowieniami układu monachijskiego wojska niemieckie wkroczyły do Czechosłowacji i zajęły Kraj Sudetów.
- 1940:
  - Arnulfo Arias został prezydentem Panamy.
  - Albert Einstein został zaprzysiężony jako obywatel USA.
  - Całkowite zaćmienie Słońca widoczne nad Amazonią, Atlantykiem i południową Afryką.
- 1942:
  - Dokonano oblotu myśliwca Bell P-59 Airacomet, pierwszego amerykańskiego samolotu z napędem odrzutowym.
  - Wojna na Pacyfiku: amerykański okręt podwodny USS „Grouper“ storpedował i zatopił japoński statek „Lisbon Maru” z 1800 brytyjskimi jeńcami wojennymi z Hongkongu, w wyniku czego zginęło 800 z nich.
- 1943 – Kampania włoska: wojska amerykańskie wkroczyły do Neapolu.
- 1944 – Po zawarciu przez Finlandię separatystycznego pokoju ze ZSRR wybuchła wojna fińsko-niemiecka.
- 1946 – Ogłoszono wyroki wobec przywódców III Rzeszy sądzonych przed Międzynarodowym Trybunałem Wojskowym w Norymberdze.
- 1949 – Mao Zedong proklamował Chińską Republikę Ludową.
- 1950 – Uruchomiono sztokholmskie metro.
- 1953 – W Waszyngtonie podpisano amerykańsko-południowokoreański układ o wzajemnej obronie.
- 1958:
  - Elvis Presley rozpoczął służbę wojskową w Niemczech Zachodnich.
  - Utworzono Narodową Agencję Aeronautyki i Przestrzeni Kosmicznej (NASA), która zastąpiła dotychczasowy Narodowy Komitet Doradczy ds. Astronautyki (NACA).
- 1960:
  - Nigeria uzyskała niepodległość (od Wielkiej Brytanii).
  - Premierzy Zhou Enlai i U Nu podpisali w Pekinie chińsko-birmański układ graniczny.
  - Wystartowała argentyńska stacja telewizyjna Canal 13 .
- 1961:
  - Otwarto RFK Stadium w Waszyngtonie.
  - Została założona amerykańska Agencja Wywiadowcza Departamentu Obrony (DIA).
- 1962:
  - Zgodnie z porozumieniem nowojorskim z 15 sierpnia Papua Zachodnia przeszła pod tymczasową kontrolę ONZ i 1 maja 1963 roku została przekazana Indonezji.
  - Została wystrzelona pierwsza sonda marsjańska – radziecki Mars 1.
- 1963 – Nnamdi Azikiwe został pierwszym prezydentem Nigerii.
- 1964 – W Japonii otwarto pierwszą linię superszybkiej kolei Shinkansen.
- 1965 – W Indonezji doszło do nieudanej próby przewrotu, zorganizowanego przez wojskowych z Ruchu 30. Września.
- 1966:
  - 18 osób zginęło w katastrofie samolotu pasażerskiego McDonnell Douglas DC-9 w amerykańskim stanie Oregon.
  - W Rumunii wprowadzono ograniczenia w dostępie do aborcji.
- 1968:
  - Arnulfo Arias został po raz trzeci prezydentem Panamy.
  - Premiera amerykańskiego horroru Noc żywych trupów w reżyserii George’a A. Romero.
- 1971:
  - Były holenderski minister spraw zagranicznych Joseph Luns został sekretarzem generalnym NATO.
  - Otwarto Walt Disney World na Florydzie.
  - Premiera westernu Aresztuję cię, przyjacielu w reżyserii Sama Wanamakera.
- 1972 – Rozpoczęły działalność Singapore Airlines.
- 1973 – Zamknięto ostatni odcinek kolei wąskotorowej w Zagłębiu Ostrawsko-Karwińskim.
- 1974 – Premiera horroru Teksańska masakra piłą mechaniczną w reżyserii Tobe’a Hoopera.
- 1975 – Broniący tytułu Amerykanin Muhammad Ali pokonał swego rodaka Joe Fraziera w pojedynku o zawodowe mistrzostwo świata w bokserskiej wadze ciężkiej stoczonym w Manili.
- 1977 – Brazylijski piłkarz Pelé zakończył karierę sportową.
- 1978 – Tuvalu ogłosiło niepodległość (od Wielkiej Brytanii).
- 1979:
  - Papież Jan Paweł II przybył ze swą pierwszą wizytą do USA.
  - Shehu Shagari został prezydentem Nigerii.
  - Wraz z wejściem w życie traktatów amerykańsko-panamskich z 7 września 1977 roku zlikwidowano administrowaną przez USA Strefę Kanału Panamskiego.
- 1981 – W Szwecji rozpoczęła działalność sieć telefonii komórkowej Nordic Mobile Telephone, uruchomiona w kolejnych miesiącach w pozostałych krajach skandynawskich.
- 1982:
  - Helmut Kohl został wybrany na kanclerza Niemiec głosami koalicji CDU/CSU i FDP
  - Wszedł do sprzedaży pierwszy odtwarzacz płyt kompaktowych Sony CDP-101.
- 1984 – Ukazał się album The Unforgettable Fire irlandzkiej grupy U2.
- 1985 – Operacja „Drewniana Noga”: izraelskie lotnictwo zbombardowało kwaterę główną Organizacji Wyzwolenia Palestyny pod Tunisem, w wyniku czego zginęło 60 Palestyńczyków, a 70 zostało rannych.
- 1988:
  - Michaił Gorbaczow został przewodniczącym Rady Najwyższej ZSRR.
  - Podczas rozgrywanych w Seulu XXIV Letnich Igrzysk Olimpijskich reprezentacja ZSRR w składzie Tatjana Ledowska, Olga Nazarowa, Marija Pinigina i Olha Bryzhina zdobyła złoty medal i ustanowiła czasem 3:15,17 aktualny rekord świata w sztafecie 4 × 400 metrów.
- 1990:
  - Ukazał się album No Prayer for the Dying angielskiej grupy heavymetalowej Iron Maiden.
  - W Rwandzie wybuchła wojna domowa.
- 1994:
  - Palau uzyskało niepodległość (od USA).
  - Teburoro Tito został prezydentem Kiribati.
- 1999:
  - Kasym-Żomart Tokajew został premierem Kazachstanu.
  - Św. Edyta Stein została ogłoszona przez Jana Pawła II patronką Europy.
  - Na Zamku w Birżach podpisano umowę o współpracy w dziedzinie ochrony środowiska pomiędzy rządami Litwy i Łotwy.
- 2000:
  - Jan Paweł II kanonizował 120 męczenników chińskich.
  - W Sydney zakończyły się XXVII Letnie Igrzyska Olimpijskie.
- 2003 – Została utworzona Japońska Agencja Eksploracji Aerokosmicznej (JAXA).
- 2004 – 31 osób zginęło, a 50 zostało rannych w samobójczym zamachu bombowym w szyickim meczecie w Sijalkot w północno-wschodnim Pakistanie.
- 2005 – 26 osób zginęło, a 102 zostały ranne w wyniku zamachów bombowych na indonezyjskiej wyspie Bali.
- 2006 – Socjaldemokraci wygrali wybory parlamentarne w Austrii.
- 2007 – Chińska telewizja publiczna (CCTV) rozpoczęła nadawanie kanałów satelitarnych w języku hiszpańskim (CCTV-E) i francuskim (CCTV-F).
- 2008 – Rosyjski Sąd Najwyższy zrehabilitował ostatniego cara Mikołaja II Romanowa i jego rodzinę, zamordowanych przez bolszewików w 1918 roku.
- 2010:
  - David Lloyd Johnston został gubernatorem generalnym Kanady.
  - W Orlando na Florydzie oddano do użytku halę widowiskowo-sportową Amway Center.
- 2012:
  - Opozycyjna koalicja „Gruzińskie Marzenie” pod wodzą miliardera Bidziny Iwaniszwiliego wygrała wybory parlamentarne w Gruzji.
  - Reprezentacja Gibraltaru w piłce nożnej została tymczasowym członkiem UEFA (pełnoprawne członkostwo uzyskała 24 maja 2013 roku).
  - W zderzeniu promów u wybrzeży Hongkongu zginęło 39 osób, a 92 zostały ranne.
- 2014:
  - Były premier Norwegii Jens Stoltenberg został sekretarzem generalnym NATO.
  - Kim Kielsen został premierem Grenlandii.
- 2015:
  - Na Umpqua Community College w Roseburgu w amerykańskim stanie Oregon 26-letni Christopher Harper-Mercer, członek subkultury incel zastrzelił 9 osób, zranił 9 kolejnych, po czym został zastrzelony przez policję.
  - W wyniku zejścia lawiny błotnej w wiosce El Cambray w południowej Gwatemali zginęło 280 osób, a 70 uznano za zaginione.
- 2017:
  - 64-letni Stephen Paddock ostrzelał z okna na 32. piętrze hotelu Mandalay Bay w Las Vegas uczestników koncertu muzyki country, w wyniku czego zginęło 59 osób, a 527 zostało rannych, po czym popełnił samobójstwo.
  - Odbyło się, nieuznawane przez hiszpański rząd, referendum niepodległościowe w Katalonii.
- 2019 – Rozpoczęły się antyrządowe protesty w Iraku.
- 2020 – Alexander De Croo został premierem Belgii.
- 2022:
  - 135 osób zginęło, a 583 zostały ranne w wyniku wybuchu paniki po użyciu przez policję, w celu stłumienia zamieszek, gazu łzawiącego na stadionie Kanjuruhan w Malang w indonezyjskiej prowincji Jawa Wschodnia, po meczu między miejscowym Arema FC a Persebaya FC.
  - Inwazja Rosji na Ukrainę: w wyniku rosyjskiego ataku na cywilny konwój w rejonie Kupiańska w obwodzie charkowskim zginęły 24 osoby, w tym kobieta w ciąży i 13 dzieci.

- 2023:
  - 10 osób zginęło, a 60 zostało rannych w wyniku zawalenia się dachu kościoła podczas ceremonii chrztu w Ciudad Madero w Meksyku.
  - 13 osób zginęło, a 24 odniosło obrażenia w pożarze klubu nocnego w hiszpańskiej Murcji.

- 2024:
  - Iran dokonał zmasowanego ataku rakieowego na Izrael.

## Urodzili się
- 86 p.n.e. – Salustiusz, rzymski historyk, polityk (zm. 34 p.n.e.)
- 208 – Aleksander Sewer, cesarz rzymski (zm. 235)
- 1207 – Henryk III Plantagenet, król Anglii (zm. 1272)
- 1507 – Jacopo Barozzi da Vignola, włoski architekt (zm. 1573)
- 1550 – Anna od św. Bartłomieja, hiszpańska karmelitanka, błogosławiona (zm. 1626)
- 1600 – Jacques Blanchard, francuski malarz (zm. 1638)
- 1612 – Jan Antoni Chrapowicki, polski szlachcic, pisarz ziemski smoleński, polityk, sekretarz królewski (zm. 1685)
- 1620 – Nicolaes Berchem, holenderski malarz, grafik (zm. 1683)
- 1627 – Galeazzo Marescotti, włoski kardynał (zm. 1726)
- 1631 – Toussaint de Forbin Janson, francuski duchowny katolicki, biskup Marsylii i Beauvais, kardynał (zm. 1713)
- 1671 – Guido Grandi, włoski matematyk (zm. 1742)
- 1685 – Karol VI Habsburg, cesarz rzymsko-niemiecki (zm. 1740)
- 1704 – Franciszek Misterski, polski jezuita, kompozytor, prefekt drukarni zakonnej (zm. po 1773)
- 1721 – Michael Roth, niemiecki jezuita, misjonarz, pisarz (zm. 1785)
- 1723 – Georg Rudolf Böhmer, niemiecki lekarz, botanik (zm. 1803)
- 1724 – Giovanni Battista Cirri, włoski kompozytor, wiolonczelista (zm. 1808)
- 1730 – Richard Stockton, amerykański prawnik, polityk (zm. 1781)
- 1737 – Michał Jan Hube, polski fizyk, matematyk, pedagog (zm. 1807)
- 1746 – Peter Muhlenberg, amerykański generał major, duchowny protestancki, polityk, senator (zm. 1807)
- 1748 – Claude-Henri Belgrand de Vaubois, francuski generał (zm. 1839)
- 1754 – Paweł I Romanow, car Rosji, wielki mistrz zakonu joannitów (zm. 1801)
- 1771 – Pierre Baillot, francuski skrzypek, kompozytor (zm. 1842)
- 1780 – Göran Wahlenberg, szwedzki lekarz, botanik, geograf, geolog (zm. 1851)
- 1790 – John Truman Stoddert, amerykański polityk, kongresman (zm. 1870)
- 1804 – William Stokes, irlandzki lekarz (zm. 1878)
- 1810 – Edward Poniński, polski ziemianin, działacz społeczny, polityk (zm. 1893)
- 1814 – Gathorne Gathorne-Hardy, brytyjski arystokrata, polityk (zm. 1906)
- 1816 – Makary (Bułgakow), rosyjski biskup prawosławny (zm. 1882)
- 1822 – Leon Cienkowski, polski mikrobiolog, botanik, bakteriolog, podróżnik (zm. 1887)
- 1826:
  - Benjamin Hotchkiss, amerykański konstruktor i producent uzbrojenia (zm. 1885)
  - Carl Theodor von Piloty, niemiecki malarz historyczny (zm. 1886)
- 1827 – Walter Deverell, brytyjski malarz (zm. 1854)
- 1832 – Caroline Harrison, amerykańska pierwsza dama (zm. 1892)
- 1835:
  - John F. Mackie, amerykański sierżant (zm. 1910)
  - Adam Politzer, austriacki lekarz, pionier otologii (zm. 1920)
- 1836 – Jan Kanty Szeptycki, polski ziemianin, polityk (zm. 1912)
- 1837 – Nicolás Avellaneda, argentyński polityk, prezydent Argentyny (zm. 1885)
- 1838 – Léon Germain Pelouse, francuski malarz (zm. 1891)
- 1840 – Michael Logue, irlandzki duchowny katolicki, arcybiskup Armagh, prymas Irlandii, kardynał (zm. 1924)
- 1842:
  - Charles Cros, francuski poeta, wynalazca (zm. 1888)
  - Auguste-René Dubourg, francuski duchowny katolicki, arcybiskup Rennes, kardynał (zm. 1921)
- 1844 – Franciszek Ksawery Tuczyński, polski poeta, prozaik, publicysta, wydawca (zm. 1890)
- 1845 – Hermann Aron, niemiecki elektrotechnik (zm. 1913)
- 1846:
  - Zdzisław Kułakowski, polski dziennikarz, działacz społeczny, geometra przysięgły (zm. 1912)
  - Albert Mosse, niemiecki prawnik, sędzia pochodzenia żydowskiego (zm. 1925)
  - Nektariusz z Eginy, grecki mnich i święty prawosławny (zm. 1920)
- 1847:
  - Annie Besant, brytyjska teozofka, feministka, pisarka (zm. 1933)
  - Franciszek Czerny-Schwarzenberg, polski historyk, geograf (zm. 1917)
- 1848 – Heinrich Georg Winter, niemiecki mykolog (zm. 1887)
- 1849 – Anne Charlotte Leffler, szwedzka pisarka (zm. 1892)
- 1850 – Paul Grawitz, niemiecki patolog (zm. 1932)
- 1852:
  - Carl Chun, niemiecki zoolog, oceanobiolog, wykładowca akademicki (zm. 1914)
  - Heinrich Seeling, niemiecki architekt (zm. 1932)
- 1856 – Jerzy Sewer Dunin Borkowski, polski hrabia, ziemianin, heraldyk, działacz społeczny, polityk (zm. 1908)
- 1859 – Bernard Friedman, litewski prawnik, sędzia, adwokat, dziennikarz, polityk pochodzenia żydowskiego (zm. 1929)
- 1861 – Anna Brigadere, łotewska pisarka, poetka, dramaturg (zm. 1933)
- 1863:
  - Józef Korzeniowski, polski historyk, bibliotekarz, wydawca źródeł (zm. 1921)
  - Charles Henry Martin, amerykański generał major, polityk, kongresman, gubernator stanu Oregon (zm. 1946)
- 1864 – Jadwiga Szczawińska-Dawidowa, polska działaczka oświatowa i społeczna, publicystka (zm. 1910)
- 1865:
  - Paul Dukas, francuski kompozytor, pedagog (zm. 1935)
  - Antoni Piotrowski, polski fotograf (zm. 1928)
- 1867 – Fernand Pelloutier, francuski działacz i teoretyk anarchosyndykalizmu (zm. 1901)
- 1869 – Stefania Sempołowska, polska pisarka, dziennikarka, pedagog (zm. 1944)
- 1870 – Aleksandr Ciurupa, radziecki polityk (zm. 1928)
- 1871 – Francesco Marchetti Selvaggiani, włoski kardynał, nuncjusz apostolski (zm. 1951)
- 1872:
  - Henry H. Blood, amerykański polityk (zm. 1942)
  - Boris Zworykin, rosyjski malarz, ilustrator, ikonograf, tłumacz (zm. 1942)
- 1874 – Ignacy Król, polski taternik, turysta, narciarz, pedagog, przyrodnik (zm. 1951)
- 1876 – Franciszek Lisowski, polski duchowny katolicki, biskup tarnowski (zm. 1939)
- 1877 – Clement Deykin, brytyjski rugbysta (zm. 1969)
- 1878 – Othmar Spann, austriacki filozof, socjolog, ekonomista, wykładowca akademicki (zm. 1950)
- 1879:
  - Oka Gorodowikow, radziecki generał pułkownik (zm. 1960)
  - Felix Lewandowsky, niemiecki dermatolog pochodzenia żydowskiego (zm. 1921)
- 1880:
  - (lub 1 stycznia lub 1 listopada) Szalom Asz, żydowski pisarz (zm. 1957)
  - Adam Ballenstedt, polski architekt, działacz społeczny (zm. 1942)
  - Siergiej Szczepichin, rosyjski generał major (zm. 1948)
  - Franciszek Wojda, polski rolnik, polityk, minister rolnictwa i dóbr państwowych (zm. 1951)
- 1881 – William Edward Boeing, amerykański konstruktor lotniczy, pilot, przemysłowiec (zm. 1956)
- 1882:
  - Franciszka Ciemięgowa, polska działaczka narodowa i oświatowa (zm. 1946)[6]
  - Adam Fryszberg, polski lekarz, kapitan (zm. 1940)
- 1884:
  - Bronisława Konopacka, polska embriolog, wykładowczyni akademicka (zm. 1965)
  - Mieczysław Kowalski, polski porucznik (zm. 1920)
  - Paul Peikert, niemiecki duchowny katolicki, kronikarz (zm. 1949)
  - Aleksander Tarnowski, polski muzealnik, podróżnik, tłumacz, działacz socjalistyczny, zesłaniec (zm. 1961)
- 1885 – Mykolas Krupavičius, litewski duchowny katolicki, polityk (zm. 1970)
- 1886:
  - Andrzej Oleś, polski malarz (zm. 1952)
  - Ignacy Puławski, polski przedsiębiorca, przemysłowiec, działacz niepodległościowy i społeczny, polityk, burmistrz Starego Konstantynowa, poseł na Sejm i senator RP (zm. 1944)
- 1887 – Wacław Roszkowski, polski zoolog, wykładowca akademicki, muzealnik (zm. 1944)
- 1888:
  - Gertrude Harris Boatwright Claytor, amerykańska poetka (zm. 1973)
  - Łukasz Dziekuć-Malej, białoruski duchowny baptystyczny, działacz narodowy, niepodległościowy i społeczny, tłumacz Biblii (zm. 1955)
- 1889 – Roman Tieriechow, radziecki polityk (zm. 1979)
- 1890:
  - Mikołaj Czyżewski, polski metalurg, wykładowca akademicki (zm. 1954)
  - Stanley Holloway, brytyjski aktor (zm. 1982)
  - Theodor Nag, norweski wioślarz (zm. 1959)
  - Adolf Wagner, niemiecki działacz i polityk nazistowski, gauleiter Dolnej Bawarii (zm. 1944)
- 1891 – Iwan Buczko, ukraiński arcybiskup Kościoła katolickiego obrządku bizantyjsko-ukraińskiego (zm. 1974)
- 1892:
  - Oto Seviško, łotewski lekkoatleta, sprinter (zm. 1958)
  - Alfred Theuer, polski łyżwiarz figurowy, działacz i sędzia łyżwiarski, lekkoatletyczny i hokejowy, kapitan żandarmerii (zm. ?)
- 1893 – Tadeusz Machalski, polski pułkownik dyplomowany kawalerii (zm. 1983)
- 1894 – Gustaw Andrzej Mokrzycki, polski kapitan, inżynier, konstruktor (zm. 1992)
- 1895 – Hans Schweikart, niemiecki reżyser filmowy, aktor (zm. 1975)
- 1897 – Aleksiej Sokołow, radziecki funkcjonariusz organów bezpieczeństwa (zm. 1942)
- 1898:
  - Ilja Akimow, radziecki polityk (zm. 1962)
  - Günther Brandt, niemiecki antropolog, wojskowy, polityk (zm. 1973)
  - Poul Michael Hansen, duński nazistowski, funkcjonariusz Gestapo pochodzenia brytyjsko-niemieckiego (zm. 1948)
  - Mieczysław Pluciński, polski szkutnik, żeglarz, propagator żeglarstwa (zm. 1983)
- 1899:
  - Władimir Abołtin, radziecki ekonomista, polityk (zm. 1978)
  - Kazimierz Braun, polski porucznik obserwator (zm. 1920)
  - Joseph Guillemot, francuski lekkoatleta, długodystansowiec (zm. 1975)
  - Ernest Haycox, amerykański pisarz (zm. 1950)
  - Arthur Lehning, holenderski historyk, pisarz, tłumacz, działacz anarchistyczny (zm. 2000)
  - Eberhard Zwirner, niemiecki lekarz, fonetyk (zm. 1984)
- 1900:
  - Artūrs Motmillers, łotewski lekkoatleta, długodystansowiec (zm. 1980)
  - Henry Petersen, duński lekkoatleta, tyczkarz (zm. 1949)
  - Henryk Szyper, polski historyk literatury, nauczyciel, dziennikarz (zm. 1949)
- 1901:
  - Michał Beksiak, polski ekonomista, samorządowiec, burmistrz Koła (zm. 1942)
  - Paweł Blew, polski kapitan (zm. 1939)
  - Franciszek Mazurkiewicz, polski kapitan, żołnierz AK, uczestnik powstania warszawskiego (zm. 1944)
  - Klara Mirska, polska pisarka pochodzenia żydowskiego (zm. 1990)
  - Stanisława Przybyszewska, polska pisarka (zm. 1935)
- 1902:
  - Aniela Chałubińska, polska geolog, geograf (zm. 1998)
  - (lub 1901) Louise Lorraine, amerykańska aktorka (zm. 1981)
  - Leszek Pawłowski, polski zoolog, krajoznawca, działacz PTTK (zm. 1980)
  - Dmitrij Tokariew, radziecki generał major, funkcjonariusz służb specjalnych, polityk (zm. 1993)
- 1903:
  - Vladimir Horowitz, amerykański pianista pochodzenia ukraińsko-żydowskiego (zm. 1989)
  - Adam Kowalczyk, polski pułkownik pilot (zm. 1972)
  - Pierre Veyron, francuski kierowca wyścigowy, inżynier (zm. 1970)
- 1904 – Otto Frisch, brytyjski fizyk pochodzenia austriackiego (zm. 1979)
- 1905:
  - Renate Brausewetter, niemiecka aktorka (zm. 2006)
  - Alfons Goppel, niemiecki polityk (zm. 1991)
- 1906:
  - Knut Ansgar Nelson, duński duchowny katolicki, biskup sztokholmski (zm. 1990)
  - Maurycy Wiener, polski adwokat, działacz społeczności żydowskiej (zm. 1990)
- 1907:
  - Franciszka Denis-Słoniewska, polska śpiewaczka operowa (mezzosopran) (zm. 1992)
  - Aurelio Genghini, włoski lekkoatleta, długodystansowiec (zm. 2001)
  - Boris Nikołajew, radziecki polityk (zm. 1973)
- 1908:
  - Giuseppe Casoria, włoski duchowny katolicki, kardynał (zm. 2001)
  - Umar Dimajew, czeczeński akordeonista, kompozytor (zm. 1972)
  - Irena Jaglarz, polska aktorka (zm. 1983)
  - Ragnar Jansson, fiński żeglarz sportowy (zm. 1977)
- 1909:
  - Otto Kumm, niemiecki SS-Brigadeführer i generał major Waffen-SS (zm. 2004)
  - Everett Sloane, amerykański aktor, reżyser filmowy (zm. 1965)
  - Henryk Wachowicz, polski działacz socjalistyczny, polityk, poseł na Sejm Ustawodawczy (zm. 1967)
  - Antoni Wichura, polski aktor (zm. 1969)
  - Sam Yorty, amerykański polityk (zm. 1998)
- 1910:
  - Bonnie Parker, amerykańska przestępczyni (zm. 1934)
  - Attilio Pavesi, włoski kolarz szosowy (zm. 2011)
- 1911:
  - Sayed Muhammad Hussain, indyjski hokeista na trawie (zm. 1977)
  - Heinrich Mark, estoński prawnik, polityk, premier i prezydent Estonii na uchodźstwie (zm. 2004)
  - Bibi Torriani, szwajcarski hokeista, trener, saneczkarz (zm. 1988)
- 1912:
  - Witold Gerutto, polski lekkoatleta, wieloboista, trener, działacz sportowy (zm. 1973)
  - Lew Gumilow, rosyjski historyk, geograf, etnolog, orientalista (zm. 1992)
  - Czesław Marchewczyk, polski hokeista, piłkarz ręczny (zm. 2003)
  - Kathleen Ollerenshaw, brytyjska matematyk, polityk (zm. 2014)
  - Kazimiera Olszewska, polska nauczycielka, działaczka społeczna, żołnierz AK, więzień polityczny (zm. 1985)
- 1913:
  - Ulrich Gabler, niemiecki inżynier, budowniczy okrętów podwodnych (zm. 1994)
  - Hélio Gracie, brazylijski mistrz sztuk walki (zm. 2009)
- 1914:
  - Maciej Maciejewski, polski aktor (zm. 2018)
  - Liisa Salmi, fińska łyżwiarka szybka (zm. 2001)
  - Donald A. Wollheim, amerykański pisarz (zm. 1990)
- 1915:
  - Jerome S. Bruner, amerykański psycholog (zm. 2016)
  - Helena Liersch, polska architekt, urbanistka (zm. 2006)
  - Jan Oszacki, polski chirurg (zm. 1982)
- 1916 – Debora Vaarandi, estońska poetka, tłumaczka (zm. 2007)
- 1917 – Cahal Daly, irlandzki duchowny katolicki, arcybiskup Armagh, prymas Irlandii, kardynał (zm. 2009)
- 1918:
  - Siergiej Ługański, radziecki pilot wojskowy, as myśliwski (zm. 1977)
  - Mieczysław Szymkowiak, polski piłkarz, trener, dziennikarz sportowy (zm. 2009)
- 1919:
  - Edmund Boniewicz, polski duchowny katolicki, pallotyn (zm. 2006)
  - Edward Kaźmierski, polski wychowanek salezjański, męczennik, błogosławiony (zm. 1942)
  - Jerzy Popławski, polski major pilot, as myśliwski (zm. 2004)
- 1920:
  - Lonny Chapman, amerykański aktor (zm. 2007)
  - Kazimierz Gerkowicz, polski okulista, profesor nauk medycznych (zm. 2008)
  - Roman Stanisław Ingarden, polski fizyk matematyczny, wykładowca akademicki (zm. 2011)
  - Walter Matthau, amerykański aktor pochodzenia rosyjsko-żydowskiego (zm. 2000)
  - Zdeněk Rotrekl, czeski poeta katolicki, prozaik, publicysta, historyk literatury (zm. 2013)
- 1921:
  - Wołodymyr Katriuk, ukraiński policjant, zbrodniarz nazistowski (zm. 2015)
  - Angelo Niculescu, rumuński piłkarz, trener (zm. 2015)
  - James Whitmore, amerykański aktor (zm. 2009)
  - Franciszek Witczak, polski zoolog (zm. 2009)
- 1922:
  - Chen Ning Yang, amerykański fizyk, laureat Nagrody Nobla pochodzenia chińskiego
  - Tadeusz Pelak, polski porucznik, żołnierz ZWZ-AK, członek WiN (zm. 1949)
  - Danuta Rossman, polska publicystka, żołnierz AK, uczestniczka powstania warszawskiego (zm. 2018)
- 1923:
  - Jan Burek, polski aktor, realizator telewizyjny (zm. 2014)
  - Václav Ježek, słowacki piłkarz, trener (zm. 1995)
  - Mikołaj Sprudin, polski operator filmowy (zm. 2015)
  - Stefania Staszewska, polska aktorka (zm. 2004)
- 1924:
  - Jimmy Carter, amerykański polityk, prezydent USA, laureat Pokojowej Nagrody Nobla (zm. 2024)
  - Ludwik Mika, polski śpiewak (zm. 1996)
  - Robert Van Kerkhoven, belgijski piłkarz (zm. 2017)
  - Krystyna Vetulani-Belfoure, polska pisarka, tłumaczka, nauczycielka (zm. 2004)
- 1925:
  - José Beyaert, francuski kolarz szosowy (zm. 2005)
  - Adolfo Kaminsky, francuski fotograf, fałszerz (zm. 2023)
  - Eugeniusz Molczyk, polski generał broni, polityk, wiceminister obrony narodowej, członek WRON (zm. 2007)
  - Yang Hyŏng Sŏp, północnokoreański polityk (zm. 2022)
- 1926:
  - Jan Andrzej Betley, polski historyk emigracyjny (zm. 1991)
  - Andrzej Gałkowski, polski architekt, urbanista, wykładowca akademicki (zm. 2009)
  - Henryk Jaroszek, polski polityk, dyplomata (zm. 2015)
  - Raymond Maufrais, francuski dziennikarz, podróżnik (zag. 1950)
  - Anna Poniatowska, polska historyk, archiwistka, polityk, poseł na Sejm PRL (zm. 2008)
  - Leszek Soliński, polski malarz (zm. 2005)
  - Helena Znaniecka Lopata, amerykańska socjolog, wykładowczyni akademicka (zm. 2003)
- 1927:
  - Ja’akow Ben Jezri, izraelski polityk, minister zdrowia (zm. 2018)
  - Janusz Bieniak, polski historyk, mediewista, profesor nauk humanistycznych, wykładowca akademicki (zm. 2025)
  - Tom Bosley, amerykański aktor (zm. 2010)
  - Antoni Hajdecki, polski rzeźbiarz (zm. 1991)
  - Oleg Jefriemow, rosyjski aktor, reżyser teatralny (zm. 2000)
  - Konstantin Katuszew, radziecki polityk (zm. 2010)
  - Andrzej Krzesiński, polski lekkoatleta, tyczkarz (zm. 2024)
  - Alf McMichael, północnoirlandzki piłkarz, trener (zm. 2006)
  - Krzysztof Niesiołowski, polski aktor i reżyser-lalkarz, pedagog (zm. 2013)
- 1928:
  - Laurence Harvey, brytyjski aktor (zm. 1973)
  - Willy Mairesse, belgijski kierowca wyścigowy (zm. 1969)
  - Dionizy Moska, polski farmaceuta, historyk farmacji (zm. 2025)
  - George Peppard, amerykański aktor (zm. 1994)
  - Ryszard Rydzewski, polski reżyser i scenarzysta filmowy (zm. 2014)
  - Zhu Rongji, chiński polityk, premier ChRL
- 1929:
  - Ernesto Grillo, argentyński piłkarz (zm. 1998)
  - Ante Mladinić, chorwacki piłkarz, trener (zm. 2002)
  - Antoni Śledziewski, polski filolog, kulturoznawca, publicysta, poeta, badacz i popularyzator sztuki ludowej i folkloru (zm. 2023)
  - Stanisław Wiąckowski, polski profesor nauk przyrodniczych (zm. 2022)
- 1930:
  - Mykolas Arlauskas, litewski biochemik, polityk (zm. 2020)
  - Richard Harris, irlandzki aktor, reżyser filmowy (zm. 2002)
  - Janusz Kroszel, polski ekonomista, wykładowca akademicki (zm. 2021)
  - Ałła Nizowcewa, radziecka działaczka partyjna (zm. 2013)
  - Philippe Noiret, francuski aktor (zm. 2006)
  - Jerzy Wunderlich, polski dziennikarz prasowy i telewizyjny, prezenter telewizyjny, popularyzator nauki (zm. 2009)
- 1931:
  - Leszek Allerhand, polski lekarz, publicysta (zm. 2018)
  - Sylvano Bussotti, włoski kompozytor, malarz, reżyser teatralny (zm. 2021)
  - Tamara Ryłowa, rosyjska łyżwiarka szybka (zm. 2021)
  - Jiří Suchý, czeski aktor
- 1932:
  - Albert Collins, amerykański gitarzysta bluesowy (zm. 1993)
  - Marian Machowski, polski piłkarz (zm. 2022)
- 1933:
  - Marian Herda, polski hokeista, bramkarz
  - Marin Shkurti, albański duchowny katolicki, męczennik, błogosławiony (zm. 1969)
- 1934:
  - Emilio Botín, hiszpański bankier (zm. 2014)
  - Stefan Ceranka, polski nauczyciel, związkowiec, polityk, poseł na Sejm RP (zm. 2009)
  - Zbigniew Ciesielski, polski matematyk, wykładowca akademicki (zm. 2020)
- 1935:
  - Julie Andrews, brytyjska aktorka, piosenkarka
  - Nikos Chadzinikolau, polski prozaik, poeta, tłumacz pochodzenia greckiego (zm. 2009)
  - Walter De Maria, amerykański artysta (zm. 2013)
  - Antoni Stankiewicz, polski duchowny katolicki, biskup, prawnik, teolog, dziekan Roty Rzymskiej (zm. 2021)
- 1936:
  - Duncan Edwards, angielski piłkarz (zm. 1958)
  - Toralf Engan, norweski skoczek narciarski
  - Antoinette Fouque, francuska polityk (zm. 2014)
  - Zbigniew Gugniewicz, polski bokser (zm. 2011)
  - Lea Rosh, niemiecka dziennikarka, polityk
  - Inge Wettig-Danielmeier, niemiecka polityk
- 1937:
  - Matthew Carter, brytyjski projektant krojów pisma
  - Hedy d’Ancona, holenderska socjolog, feministka, polityk
  - Peter Stein, niemiecki reżyser teatralny i operowy
  - Ryszard Szafirski, polski wspinacz, ratownik górski (zm. 2016)
- 1938:
  - Jan January Janczak, polski twórca filmów animowanych
  - Andrzej Paczkowski, polski historyk, wykładowca akademicki
  - Stella Stevens, amerykańska aktorka, modelka (zm. 2023)
- 1939:
  - Mile Akmadžić, bośniacki polityk narodowości chorwackiej, premier Bośni i Hercegowiny
  - Karol Lutkowski, polski ekonomista, wykładowca akademicki, polityk, minister finansów
  - Ireneusz Makles, polski działacz społeczny, dyplomata (zm. 2018)
  - Mihaly Meszaros, węgierski aktor, artysta cyrkowy (zm. 2016)
- 1940:
  - Nikołaj Afanasjewski, rosyjski dyplomata (zm. 2005)
  - Julio César Benítez, urugwajski piłkarz (zm. 1968)
  - Richard Corben, francuski autor komiksów (zm. 2020)
  - Michael Gruber, amerykański pisarz
  - Bishambar Singh, indyjski zapaśnik (zm. 2004)
- 1941:
  - Lars Knutzon, duński aktor, reżyser filmowy
  - Wiaczesław Wiedienin, rosyjski biegacz narciarski (zm. 2021)
- 1942:
  - Giuseppe Bertello, włoski duchowny katolicki, arcybiskup, nuncjusz apostolski, kardynał
  - Jean-Pierre Jabouille, francuski kierowca wyścigowy (zm. 2023)
  - Wilfried Peffgen, niemiecki kolarz torowy i szosowy (zm. 2021)
  - Tadeusz Suski, polski koszykarz
  - Franciszek Trzeciak, polski aktor, reżyser filmowy
  - Günter Wallraff, niemiecki pisarz, dziennikarz
- 1943:
  - Jean-Jacques Annaud, francuski reżyser, scenarzysta i producent filmowy
  - Patrick D’Rozario, bengalski duchowny katolicki, arcybiskup Dhaki, kardynał
  - Peter Elliott, australijski duchowny katolicki, biskup pomocniczy Melbourne (zm. 2025)
  - Raymond Langendries, belgijski polityk
  - Dick Nemelka, amerykański koszykarz (zm. 2020)
  - Michal Orolín, słowacki taternik, alpinista
  - Justo Jorge Padrón, hiszpański poeta, eseista, tłumacz (zm. 2021)
- 1944:
  - Marcello Buscemi, włoski franciszkanin, biblista, wykładowca akademicki
  - Jürgen Hehn, niemiecki szpadzista
  - Dror Kasztan, izraelski piłkarz, trener (zm. 2024)
  - Makary (Małetycz), ukraiński biskup prawosławny
  - John Warhurst, brytyjski lekkoatleta, chodziarz
- 1945:
  - Rod Carew, amerykański baseballista, trener pochodzenia panamskiego
  - Jan Fuglset, norweski piłkarz, trener
  - Donny Hathaway, amerykański piosenkarz (zm. 1979)
  - Ireneusz Kocyłak, polaki poeta, dramaturg
  - Ram Nath Kovind, indyjski prawnik, polityk, prezydent Indii
  - Mohammad Nasiri, irański sztangista
  - Haris Silajdžić, bośniacki polityk, premier Bośni i Hercegowiny
- 1946:
  - Anna Bojarska, polska pisarka, eseistka, scenarzystka filmowa (zm. 2019)
  - Marian Czakański, polski ekonomista, wykładowca akademicki, menedżer, polityk, minister zdrowia
  - Marta Dąbrowska, polska kompozytorka, dyrygentka, muzyk
  - Dave Holland, brytyjski basista jazzowy, kompozytor
  - Ewa Kłobukowska, polska lekkoatletka, sprinterka
  - Tim O’Brien, amerykański pisarz
  - Kyrillos Kamal William Samaan, egipski duchowny katolicki obrządku koptyjskiego, biskup Asjutu (zm. 2023)
  - Andrzej Warzecha, polski poeta, krytyk literacki, publicysta
  - Winnie van Weerdenburg, holenderska pływaczka (zm. 1998)
  - Wiesław Wójcik, polski aktor (zm. 2021)
- 1947:
  - Francisco Álvarez-Cascos, hiszpański inżynier, polityk
  - Dave Arneson, amerykański autor gier fabularnych (zm. 2009)
  - Aaron Ciechanower, izraelski biolog, laureat Nagrody Nobla
  - Stephen Collins, amerykański aktor, reżyser i scenarzysta telewizyjny, teatralny i filmowy
  - Jean-Paul Gauzès, francuski ekonomista, polityk
  - Martin Turner, brytyjski wokalista, basista, członek zespołu Wishbone Ash
  - Mariska Veres, holenderska wokalistka, członkini zespołu Shocking Blue (zm. 2006)
- 1948 – Nikolaus Schwerdtfeger, niemiecki duchowny katolicki, biskup pomocniczy Hildesheim
- 1949:
  - Trevor Coker, nowozelandzki wioślarz
  - Antony Pappusamy, indyjski duchowny katolicki, biskup Dindigul, arcybiskup metropolita Maduraj
  - Nebojša Radmanović, bośniacki polityk narodowości serbskiej, przewodniczący Prezydium Bośni i Hercegowiny
  - André Rieu, holenderski skrzypek, dyrygent
  - Giulio Santagata, włoski ekonomista, polityk, minister ds. aktywowania programu rządowego (zm. 2024)
  - Iosif Siaredzicz, białoruski dziennikarz, polityk
- 1950:
  - Adam Adamczyk, polski judoka, trener
  - Tomasz Dietl, polski fizyk, wykładowca akademicki
  - Stefan Krook, szwedzki żeglarz sportowy
  - Janusz Palus, polski generał brygady, prawnik, naczelny prokurator wojskowy
  - Randy Quaid, amerykański aktor
  - Nikon (Wasiukow), rosyjski biskup prawosławny
- 1951:
  - Nodar Chaszba, abchaski polityk, premier Abchazji
  - Marek Skomorowski, polski informatyk, inżynier, profesor nauk technicznych
- 1952:
  - Anatolij Bajdaczny, rosyjski piłkarz, trener
  - Athol Earl, nowozelandzki wioślarz
  - Olga Miniejewa, rosyjska lekkoatletka, biegaczka średniodystansowa
  - Michał Szczepański, polski pisarz, reżyser filmowy
- 1953:
  - Krystyna Danilecka-Wojewódzka, polska nauczycielka, działaczka samorządowa, prezydent Słupska
  - Małgorzata Sawicka, polska brydżystka
  - Łeonid Tkaczenko, ukraiński piłkarz, trener (zm. 2024)
  - Grete Waitz, norweska lekkoatletka, biegaczka długodystansowa (zm. 2011)
- 1954:
  - Ida Hubáčková, czeska hokeistka na trawie
  - Płamen Jankow, bułgarski bokser
  - Ljubomir Travica, chorwacki siatkarz, trener
  - Władimir Uruczew, bułgarski inżynier, polityk, eurodeputowany
  - Stanisław Żuk, polski inżynier, menedżer, samorządowiec, polityk, poseł na Sejm RP
- 1955:
  - Jerzy Adamik, polski polityk, wojewoda małopolski
  - Hugh Fisher, kanadyjski kajakarz pochodzenia nowozelandzkiego
- 1956:
  - Andrus Ansip, estoński polityk, premier Estonii
  - Leslie Burr-Howard, amerykańska jeźdźczyni sportowa
  - Bambis Cholidis, grecki zapaśnik (zm. 2019)
  - Terje Krokstad, norweski skoczek narciarski
  - Theresa May, brytyjska polityk, premier Wielkiej Brytanii
  - Marek Prawda, polski socjolog, dyplomata
  - Aleksander Trąbczyński, polski aktor
  - Andrzej Umiński, polski przedsiębiorca, polityk, poseł na Sejm RP (zm. 2015)
- 1957:
  - Ian Allinson, angielski piłkarz, trener
  - Marcin Daniec, polski satyryk, artysta kabaretowy, stand-uper
  - Oldřich Hejdušek, czeski wioślarz
- 1958:
  - Ana Caram, brazylijska wokalistka, gitarzystka, flecistka
  - Marek Kalita, polski aktor
  - Jerzy Meysztowicz, polski polityk, poseł na Sejm RP
  - Piotr Piekarczyk, polski piłkarz, trener
  - Roger Ruud, norweski skoczek narciarski
- 1959:
  - Marcos Alonso, hiszpański piłkarz, trener (zm. 2023)
  - Galina Jeniuchina, rosyjska kolarka torowa
  - Mirosław Kukliński, polski polityk, samorządowiec, poseł na Sejm RP, starosta tomaszowski
  - Youssou N’Dour, senegalski wokalista, perkusista
  - Andriej Wiediernikow, rosyjski kolarz szosowy (zm. 2020)
- 1960:
  - Jürg Bruggmann, szwajcarski kolarz szosowy
  - Piotr Gronek, polski genetyk
  - Kristina Miškinienė, litewska działaczka samorządowa, polityk
  - Mychajło Papijew, ukraiński fizyk, polityk
  - Eugeniusz Ptak, polski piłkarz
  - Magnús Stefánsson, islandzki polityk
  - Markus Tellenbach, szwajcarski przedsiębiorca
- 1961:
  - Jesús Barrios, kolumbijski piłkarz
  - Thomas von Heesen, niemiecki piłkarz, trener
  - Dominique Martin, francuski samorządowiec, polityk, eurodeputowany
  - Walter Mazzarri, włoski piłkarz, trener
  - Gerald Messlender, austriacki piłkarz (zm. 2019)
  - Olga Sawicka, polska aktorka, reżyserka dubbingu
  - Gabriel Tobor, polski nauczyciel, samorządowiec, burmistrz Radzionkowa
- 1962:
  - Nico Claesen, belgijski piłkarz
  - Charles Hammawa, nigeryjski duchowny katolicki, biskup Jalingo
  - Hakeem Kae-Kazim, nigeryjski aktor
  - Arkadiusz Niemirski, polski pisarz, satyryk, dziennikarz
  - Paul Walsh, angielski piłkarz
- 1963:
  - Eric Black, szkocki piłkarz, trener
  - Jan Bury, polski prawnik, polityk, poseł na Sejm RP
  - Nanci Chambers, amerykańska aktorka
  - Mark McGwire, amerykański baseballista
  - Abdulrahman Mohamed, emiracki piłkarz
  - Lawrence Norfolk, brytyjski pisarz, dziennikarz
  - Iveta Šranková, czeska hokeistka na trawie
  - Łyczezar Tanew, bułgarski piłkarz
- 1964:
  - Jemina Alves, brazylijska judoczka
  - Eric Boe, amerykański pilot wojskowy, astronauta
  - Zeki Demirkubuz, turecki reżyser, scenarzysta, montażysta i producent filmowy
  - Lodojn Enchbajar, mongolski zapaśnik
  - Kim Poong-joo, południowokoreański piłkarz, bramkarz
  - Masato Matsuura, japoński przedsiębiorca, producent muzyczny
  - Tom Nijssen, holenderski tenisista
  - Jérôme Policand, francuski kierowca wyścigowy
  - Alejandro Puerto, kubański zapaśnik
  - Jordi Sánchez, kataloński polityk
  - Jonathan Sarfati, australijsko-nowozelandzki chemik, kreacjonista, publicysta
  - John Sheridan, irlandzki piłkarz, trener
- 1965:
  - Recep Çetin, turecki piłkarz
  - Andrea Gardini, włoski siatkarz
  - Andreas Keller, niemiecki hokeista na trawie
  - Mia Mottley, barbadoska polityk, premier Barbadosu
  - Ewa Żeleńska, polska siatkarka
- 1966:
  - Stefano Dionisi, włoski aktor
  - George Weah, liberyjski piłkarz, działacz humanitarny, polityk, prezydent Liberii
  - José Ángel Ziganda, hiszpański piłkarz, trener
- 1967:
  - Paweł Churski, polski geograf, wykładowca akademicki
  - Giorgi Czichradze, gruziński piłkarz, trener
  - Daniel Timofte, rumuński piłkarz
- 1968:
  - Anuța Cătună, rumuńska lekkoatletka, biegaczka długodystansowa
  - Dominic Iorfa, nigeryjski piłkarz
  - Jay Underwood, amerykański aktor, pastor
  - Salim Wardeh, libański polityk
- 1969:
  - Wiktor Antonow, kazachski piłkarz pochodzenia rosyjskiego
  - Jorge Aravena, peruwiańsko-wenezuelski aktor
  - Zach Galifianakis, amerykański aktor, komik, reżyser pochodzenia greckiego
  - Akiko Iijima, japońska zapaśniczka
  - Jarosław Kalinowski, polski żużlowiec (zm. 1997)
  - Jimmy Panetta, amerykański polityk, kongresman
  - Marcus Stephen, naurański sztangista, działacz sportowy, polityk, prezydent Nauru
- 1970:
  - Julian Garner, australijski aktor
  - Gerard Juszczak, polski trener piłkarski i futsalowy
  - Moses Kiptanui, kenijski lekkoatleta, długodystansowiec
  - Everaldo Matsuura, brazylijski szachista
  - Swiatosław Syrota, ukraiński piłkarz, bramkarz, trener i działacz piłkarski
  - Gaston Taument, holenderski piłkarz
  - Mariusz Wawrów, polski piłkarz, trener
  - Michael Wilkinson, australijski kostiumograf filmowy
  - Aleksiej Żamnow, rosyjski hokeista, trener i działacz hokejowy
- 1971:
  - Michelle Bonev, bułgarska aktorka, modelka, pisarka, scenarzystka, reżyserka i producentka filmowa
  - Paul Davison, angielski snookerzysta
  - Helena Dobrovoljc, słoweńska językoznawczyni, słowenistka, wykładowczyni akademicka
  - Izabeła Dragnewa, bułgarska sztangistka
  - Melinda Gainsford-Taylor, australijska lekkoatletka, sprinterka
  - Jerwand Kyrbaszian, ormiański piłkarz, trener
  - Song Il-gook, południowokoreański aktor
  - Diego Valerga, argentyński szachista
- 1972:
  - Mantas Adomėnas, litewski filozof, wykładowca akademicki, polityk
  - Aleksandra Bechtel, niemiecka prezenterka telewizyjna
  - Esa Holopainen, fiński gitarzysta, kompozytor, członek zespołów Amorphis i Chaosbreed
  - Janusz Jastrzębowski, polski perkusista, członek zespołów: Neolithic, Closterkeller i Artrosis
  - Stephen Lord, brytyjski aktor
  - Gideon Malherbe, południowoafrykański zapaśnik
  - Nicky Morgan, brytyjska polityk
  - Danielle Scott-Arruda, amerykańska siatkarka
  - Aleksandr Trietrjakow, rosyjski zapaśnik
  - Maciej Zientarski, polski dziennikarz motoryzacyjny
- 1973:
  - Jana Henke, niemiecka pływaczka
  - Aleksandr Mieńszczikow, rosyjski zapaśnik
  - Devin Nunes, amerykański polityk, kongresman
- 1974:
  - Aleksandr Awerbuch, izraelski lekkoatleta, tyczkarz
  - Keith Duffy, irlandzki wokalista, członek boysbandu Boyzone
  - Ołeh Hołowań, ukraiński piłkarz, trener
  - Abdellatif Jrindou, marokański piłkarz
  - Amidu Karim, sierraleoński piłkarz
  - Brandon Keener, amerykański aktor
  - Ołeksandr Kiriuchin, ukraiński piłkarz
  - Mats Lindgren, szwedzki hokeista
  - Sherri Saum, amerykańska aktorka
  - Madis Timpson, estoński prawnik, samorządowiec, polityk
- 1975:
  - Bimba Bosé, hiszpańska modelka, aktorka, piosenkarka (zm. 2017)
  - Czułpan Chamatowa, rosyjska aktorka pochodzenia tatarskiego
  - Brandon Knight, amerykański baseballista
  - Grace Meng, amerykańska polityk, kongreswoman
  - Yader Zoli, włoski kolarz górski i przełajowy
- 1976:
  - Danielle Bisutti, amerykańska aktorka, piosenkarka
  - Aleksandra Korukowiec, rosyjska siatkarka
  - Marco Méndez, amerykański aktor, model
  - Richard Oakes, brytyjski gitarzysta, członek zespołu Suede
  - Hell Razah, amerykański raper
- 1977:
  - Lyndsay Belisle, kanadyjska zapaśniczka
  - Alejandro Hernández, meksykański tenisista
  - Dwight Phillips, amerykański lekkoatleta, skoczek w dal
  - William Priddy, amerykański siatkarz
- 1978:
  - Caroline Calvé, kanadyjska snowboardzistka
  - Renata Fodor, węgierska szpadzistka
  - Małgorzata Szapował, polska aktorka, artystka kabaretowa
- 1979:
  - Ludmiła Kołczanowa, rosyjska lekkoatletka, skoczkini w dal
  - Gilberto Martínez, kostarykański piłkarz
  - Sławomir Mazurek, polski politolog, urzędnik państwowy
  - Walewska Moreira de Oliveira, brazylijska siatkarka (zm. 2023)
  - Senhit, włoska piosenkarka
  - Magnus Sterner, szwedzki snowboardzista
  - Paweł Zugaj, polski kolarz szosowy (zm. 2009)
- 1980:
  - Phoemela Baranda, filipińska aktorka, modelka, prezenterka telewizyjna
  - Sarah Drew, amerykańska aktorka
  - Beau Hoopman, amerykański wioślarz
  - Kim-Lian, holenderska piosenkarka
  - Władimir Maleńkich, rosyjski hokeista
  - Karolina Wigura, polska socjolog, dziennikarka
- 1981:
  - Júlio Baptista, brazylijski piłkarz
  - Rupert Friend, brytyjski aktor
  - Deborah James, brytyjska dziennikarka (zm. 2022)
  - Paulina Węglarz, polska judoczka
- 1982:
  - Haruna Babangida, nigeryjski piłkarz
  - Louise Svalastog, duńska piłkarka ręczna
  - Sheena Tosta, amerykańska lekkoatletka, płotkarka
  - Zhang Liangliang, chiński florecista
- 1983:
  - Maureen Calvo, kostarykańska lekkoatletka, tyczkarka
  - Hao Shuai, chiński tenisista stołowy
  - Marina Katić, chorwacka siatkarka
  - Abdelhaq Ait Laarif, marokański piłkarz
  - Ibrahim Largou, marokański piłkarz
  - Benjamin Rondeau, francuski wioślarz
  - Eric Shanteau, amerykański pływak
  - Krzysztof Skonieczny, polski aktor, scenarzysta, reżyser filmowy i teatralny
  - Bas Verwijlen, holenderski szpadzista
  - Mirko Vučinić, czarnogórski piłkarz
- 1984:
  - Paulina Bobak, polska biathlonistka
  - Matt Cain, amerykański baseballista
  - Gedeón Guardiola, hiszpański piłkarz ręczny
  - Isaías Guardiola, hiszpański piłkarz ręczny
  - Chris Johnson, amerykański baseballista
  - Andi Langenhan, niemiecki saneczkarz
  - Bartholomew Ogbeche, nigeryjski piłkarz
  - Laura Pous Tió, hiszpańska tenisistka
  - Mónica Spear, wenezuelska aktorka, modelka (zm. 2014)
- 1985:
  - Nesrine Ahmed Imam, egipska lekkoatletka, tyczkarka
  - Magid Mohamed, katarski piłkarz pochodzenia sudańskiego
  - Paluch, polski raper
- 1986:
  - Kalyna Roberge, kanadyjska łyżwiarka szybka, specjalistka short tracku
  - Natalia Rybicka, polska aktorka
  - Ewelina Ryznar, polska siatkarka
  - Prashanth Sellathurai, australijski gimnastyk pochodzenia lankijskiego
  - Zhou Weiqi, chiński szachista
- 1987:
  - Matthew Daddario, amerykański aktor
  - Maro Joković, chorwacki piłkarz wodny
  - Ahmed Khairy, egipski piłkarz
  - Grzegorz Łomacz, polski siatkarz
  - Wout Poels, holenderski kolarz szosowy
  - Ketleyn Quadros, brazylijska judoczka
- 1988:
  - Cariba Heine, australijska aktorka, tancerka
  - Artur Pătraș, mołdawski piłkarz
  - Julija Pidłużna, rosyjska lekkoatletka, skoczkini w dal
  - Rachel Rourke, australijska siatkarka
- 1989:
  - Jelena Alajbeg, chorwacka siatkarka
  - Lauren Albanese, amerykańska tenisistka
  - Guido Falaschi, argentyński kierowca wyścigowy (zm. 2011)
  - Ofentse Nato, botswański piłkarz
- 1990:
  - Hazal Kaya, turecka aktorka
  - Jan Kirchhoff, niemiecki piłkarz
  - Anthony Lopes, portugalski piłkarz, bramkarz pochodzenia francuskiego
  - Paige McPherson, amerykańska zawodniczka taekwondo
  - Simon Nielsen, duński żużlowiec
- 1991:
  - Gus Kenworthy, amerykański narciarz dowolny
  - Timothée Kolodziejczak, francuski piłkarz pochodzenia polskiego
  - Jonatan Kopelew, izraelski pływak
  - Christina Rusewa, bułgarska siatkarka
  - Samuel Shankland, amerykański szachista
  - Alina Stepanczuk, ukraińska siatkarka
- 1992:
  - Xander Bogaerts, arubański baseballista
  - Mawzuna Czorijewa, tadżycka pięściarka
  - Gļebs Kļuškins, łotewski piłkarz
  - Boran Kuzum, turecki aktor
  - Szymon Romać, polski siatkarz
  - Magdalena Ziętara, polska koszykarka
  - Julie Zogg, szwajcarska snowboardzistka
- 1994:
  - Lisa Fissneider, włoska pływaczka
  - Mahmud Hassan, egipski piłkarz
  - Dejan Meleg, serbski piłkarz
  - Romana Roszak, polska piłkarka ręczna
  - Marta Wieliczko, polska wioślarka
- 1995:
  - Diego Campos, kostarykański piłkarz
  - Valentin Cojocaru, rumuński piłkarz, bramkarz
  - Jules Szymkowiak, holenderski kierowca wyścigowy pochodzenia polskiego
- 1996:
  - Witalina Bacaraszkina, rosyjska strzelczyni sportowa
  - Sa’id Ezzatollahi, irański piłkarz
- 1997:
  - Jade Bird, brytyjska piosenkarka, autorka tekstów
  - Charles Geoffrey Chinedu, nigeryjski piłkarz
  - Hamza Choudhury, angielski piłkarz pochodzenia bangladesko-grenadyjskiego
  - Maximilian Kappler, niemiecki motocyklista wyścigowy
  - Dedric Lawson, amerykański koszykarz
  - Emmanuel Nworie, nigeryjski zapaśnik
- 1998:
  - Tima Belorusskih, białoruski raper, piosenkarz, autor tekstów
  - Jehan Daruvala, indyjski kierowca wyścigowy
  - Daniel Gafford, amerykański koszykarz
- 1999 – Emma Fourreau, francuska polityk, eurodeputowana
- 2000:
  - Jonathan Milan, włoski kolarz szosowy i torowy
  - Kalle Rovanperä, fiński kierowca rajdowy
  - Mohamed Selim, egipski zapaśnik
- 2001:
  - Gaurav Baliyan, indyjski zapaśnik
  - Mason Greenwood, angielski piłkarz
  - Zuzanna Krupa, polska koszykarka
  - Eddie Salcedo, włoski piłkarz pochodzenia kolumbijskiego
- 2002:
  - Farid Muhammad Abd as-Sattar Ghali, egipski zapaśnik
  - Camilo Mena, kolumbijski piłkarz
- 2003:
  - Marcelo Flores, meksykański piłkarz
  - Aja Sulajman, egipska zapaśniczka
- 2004 – Karoy Anderson, jamajski piłkarz
- 2006:
  - Lasse Deimel, niemiecki skoczek narciarski
  - Priah Ferguson, amerykańska aktorka

## Zmarli
- 654 – Bawon, frankijski benedyktyn, święty (ur. ok. 589)
- 686 – Temmu, cesarz Japonii (ur. ok. 631)
- 959 – Edwin Saski, król Anglii (ur. ok. 941)
- 1040 – Alan III, książę Bretanii (ur. 997)
- 1201 – Jan Bavor, czeski duchowny katolicki, biskup ołomuniecki (ur. ?)
- 1404 – Bonifacy IX, papież (ur. 1356)
- 1450 – Leonello d’Este, senior Ferrary i Modeny (ur. 1407)
- 1499 – Marsilio Ficino, włoski filozof, filolog, astrolog (ur. 1433)
- 1523 – Dietrich von Bülow, niemiecki duchowny katolicki, biskup lubuski (ur. 1460)
- 1567 – Pietro Carnesecchi, włoski humanista, polityk (ur. 1508)
- 1570 – Frans Floris, niderlandzki malarz, rysownik, rytownik (ur. 1516)
- 1574 – Marten Jacobszoon Heemskerk van Veen, niderlandzki malarz (ur. 1498)
- 1578 – Juan de Austria, hiszpański dowódca wojskowy, namiestnik Niderlandów Habsburskich (ur. 1547)
- 1585 – Anna Oldenburg, księżniczka duńska i norweska, księżna-elektorowa Saksonii (ur. 1532)
- 1586 – Adolf I, książę Holsztynu-Gottorp (ur. 1526)
- 1602 – Hernando de Cabezón, hiszpański kompozytor, organista (ur. 1541)
- 1609 – Giammateo Asola, włoski kompozytor (ur. 1532)
- 1617:
  - Kacper Ueda Hikojirō, japoński męczennik i błogosławiony katolicki (ur. ?)
  - Andrzej Yoshida, japoński męczennik i błogosławiony katolicki (ur. ?)
- 1636 – August Starszy, książę brunszwicko-lüneburski na Celle (ur. 1568)
- 1649 – Giacomo Briano, włoski jezuita, architekt (ur. ok. 1589)
- 1659 – Jan de Palafox y Mendoza, hiszpański duchowny katolicki, błogosławiony (ur. 1600)
- 1676 – Aleksander Krzysztof Chodkiewicz, polski duchowny katolicki, kanonik wileński, ostatni biskup wendeński (ur. ?)
- 1679 – Antonina Wirtemberska, księżniczka, pisarka (ur. 1613)
- 1684 – Pierre Corneille, francuski dramaturg (ur. 1606)
- 1700 – Hans Haubold von Einsiedel, królewsko-polski i elektorsko-saski szambelan i tajny radca (ur. 1654)
- 1704 – Cornelis Dusart, holenderski malarz, grafik, kolekcjoner (ur. 1660)
- 1708 – John Blow, angielski kompozytor, organista (ur. 1649)
- 1715 – Paweł Franciszek Sapieha, polski duchowny katolicki, biskup żmudzki (ur. 1657)
- 1716 – Giovanni Battista Bassani, włoski kompozytor, skrzypek, organista (ur. ok. 1657)
- 1721 – Girolamo Archinto, włoski duchowny katolicki, arcybiskup Tarsu, dyplomata (ur. 1672)
- 1725 – Richard Vernon, brytyjski arystokrata, dyplomata (ur. 1678)
- 1732 – Helena Poniatowska, polska szlachcianka (ur. 1656)
- 1738 – Christian Ditlev Reventlow, duński dowódca wojskowy, dyplomata, polityk (ur. 1671)
- 1749 – Abraham Bedros I Ardziwian, ormiański duchowny katolicki, patriarcha Kościoła katolickiego obrządku ormiańskiego (ur. 1679)
- 1786 – Kazimierz Ustrzycki, polski poeta, satyryk (ur. 1758)
- 1807 – Peter Muhlenberg, amerykański generał major, duchowny protestancki (ur. 1746)
- 1808:
  - Carl Gotthard Langhans, niemiecki architekt, budowniczy (ur. 1732)
  - Thomas Thorild, szwedzki prozaik, poeta, filozof (ur. 1759)
- 1814 – Guillaume-Antoine Olivier, francuski przyrodnik, entomolog (ur. 1756)
- 1827 – Wilhelm Müller, niemiecki poeta (ur. 1794)
- 1833 – Mariano Baldassare Medici, włoski dominikanin, inkwizytor, biskup (ur. 1772)
- 1842 – Henryk Grabowski, niemiecki botanik pochodzenia polskiego (ur. 1792)
- 1845 – John Spencer, brytyjski arystokrata, polityk (ur. 1782)
- 1848:
  - Franciszek Dietrich, polski duchowny katolicki, nauczyciel, tłumacz, autor podręczników (ur. 1775)
  - Onufry Małachowski, polski hrabia, polityk, wolnomularz (ur. 1788)
  - Jan Onoszko, polski duchowny katolicki, teolog, wykładowca akademicki (ur. ok. 1765)
- 1861 – Tekla Justyna Chopin, matka Fryderyka (ur. 1782)
- 1864 – Juan José Flores, ekwadorski generał, polityk pochodzenia wenezuelskiego, pierwszy prezydent Ekwadoru (ur. 1800)
- 1866 – Maria Susanna Cummins, amerykańska pisarka (ur. 1827)
- 1868 – Johann Christian Metzig, niemiecki lekarz, polityk (ur. 1804)
- 1873 – Edwin Landseer, brytyjski malarz, rzeźbiarz (ur. 1802)
- 1876 – James Lick, amerykański stolarz, budowniczy fortepianów, inwestor, milioner (ur. 1796)
- 1885 – Anthony Ashley-Cooper, brytyjski arystokrata, polityk, filantrop, reformator społeczny (ur. 1801)
- 1900 – Alojzy Maria Monti, włoski zakonnik, błogosławiony (ur. 1825)
- 1901 – Abdur Rahman Chan, emir Afganistanu (ur. 1844)
- 1904 – William Vernon Harcourt, brytyjski prawnik, dziennikarz, polityk (ur. 1827)
- 1907:
  - Seweryn Henzel, polski ziemianin, polityk (ur. 1838)
  - Susan Wallace, amerykańska poetka (ur. 1830)
- 1908 – Herman Czerniakow, polski drukarz, księgarz (ur. ok. 1860)
- 1909:
  - August Bogochwalski, polski architekt (ur. 1864)
  - Justyn Karliński, polski lekarz, bakteriolog, epidemiolog (ur. 1862)
- 1910 – Rudolf Chrobak, austriacki ginekolog pochodzenia czeskiego (ur. 1843)
- 1911:
  - Wilhelm Dilthey, niemiecki filozof, historyk, teolog, wykładowca akademicki (ur. 1833)
  - Andrzej Pawłowski, polski adwokat, samorządowiec, burmistrz Jasła (ur. 1855)
- 1912:
  - David Bruce-Brown, amerykański kierowca wyścigowy (ur. 1889)
  - Zdzisław Kułakowski, polski geometra przysięgły, dziennikarz, działacz społeczny (ur. 1846)
- 1913 – Heinrich Wolfgang Ludwig Dohrn, niemiecki zoolog, entomolog, przedsiębiorca, polityk (ur. 1838)
- 1915 – Feliks Książkiewicz, polski plutonowy Legionów Polskich (ur. 1889)
- 1916 – Maurycy Drewiński, polski lekarz, działacz społeczny (ur. 1845)
- 1918 – Gaston Milhaud, francuski filozof, histotyk nauki, wykładowca akademicki (ur. 1858)
- 1919:
  - Charlotta Hohenzollern, księżniczka Prus, księżna Saksonii-Meiningen (ur. 1860)
  - Gustav Niessl von Mayendorf, austriacki geodeta, astronom, botanik, mykolog (ur. 1839)
- 1921:
  - Julius von Hann, austriacki geofizyk, klimatolog, wykładowca akademicki (ur. 1839)
  - Jan Kanty Jugendfein, polski prawnik, adwokat, polityk, poseł do Sejmu Krajowego Galicji, burmistrz Krosna (ur. 1859)
- 1923 – Josef Bloch, austriacki rabin, filozof, polityk (ur. 1850)
- 1927:
  - Henry Larcom Abbot, amerykański oficer, podróżnik, odkrywca (ur. 1831)
  - Wasilij Anrep, rosyjski lekarz, fizjolog, farmakolog, wykładowca akademicki, polityk (ur. 1852)
  - Johan Friele, norweski żeglarz sportowy (ur. 1866)
- 1928:
  - Cecylia Eusepi, włoska tercjarka, błogosławiona (ur. 1910)
  - Stanisław Noakowski, polski architekt, malarz, rysownik, historyk sztuki (ur. 1867)
  - Czesław Rybiński, polski inżynier, generał brygady, działacz niepodległościowy (ur. 1872)
- 1929 – Antoine Bourdelle, francuski rzeźbiarz, pedagog (ur. 1861)
- 1930:
  - Riccardo Drigo, włoski kompozytor, dyrygent, pianista (ur. 1846)
  - James McCay, australijski generał, polityk pochodzenia irlandzkiego (ur. 1864)
  - Hoeroa Tiopira, nowozelandzki rugbysta (ur. 1871)
- 1932 – Stefan Skrzywan, polski inżynier (ur. 1876)
- 1933 – Stanisław Heller major intendent dyplomowany Wojska Polskiego, kawaler Virtuti Militari (ur. 1894)
- 1934:
  - Luis Amigó y Ferrer, hiszpański duchowny katolicki, kapucyn, biskup, czcigodny Sługa Boży (ur. 1854)
  - Antoni Mateczny, polski architekt, radny krakowski, odkrywca źródeł leczniczych w podkrakowskim Podgórzu, założyciel uzdrowiska „Mateczny” (ur. 1858)
- 1936 – Florencja Caerols Martínez, hiszpańska działaczka Akcji Katolickiej, męczennica, błogosławiona (ur. 1890)
- 1937 – Salomon Miller, polski działacz komunistyczny pochodzenia żydowskiego (ur. 1889)
- 1939:
  - Tadeusz Lechnicki, polski podpułkownik artylerii, polityk, wiceminster skarbu i poseł na Sejm RP (ur. 1892)
  - Karol Lutostański, polski prawnik, adwokat, wykładowca akademicki (ur. 1880)
  - Julian Nieć, polski porucznik rezerwy piechoty, historyk, bibliotekarz (ur. 1908)
- 1940 – Mieczysław Stein, polski entomolog, zesłaniec (ur. 1913)
- 1941:
  - Josef Bílý, czeski generał (ur. 1872)
  - Michaił Czeriewatienko, radziecki funkcjonariusz NKWD (ur. 1903)
  - Aline Murray Kilmer, amerykańska autorka literatury dziecięcej (ur. 1888)
  - Boy Mould, brytyjski pilot wojskowy, as myśliwski (ur. 1916)
  - Václav Šára, czeski generał (ur. 1893)
  - Oleg Svátek, czeski generał (ur. 1888)
- 1942:
  - Ants Piip, estoński prawnik, dyplomata, polityk, premier i prezydent Estonii (ur. 1884)
  - Józef Ptaś, polski prawnik, polityk, poseł do austriackiej Rady Państwa (ur. 1864)
  - Antoni Rewera, polski duchowny katolicki, męczennik, błogosławiony (ur. 1869)
- 1943:
  - Bolesław Jałowy, polski histolog, dermatolog, wykładowca akademicki (ur. 1906)
  - Ksienija Konstantinowa, radziecka sanitariuszka (ur. 1925)
  - Wilhelm von Winterfeld, pianista, skrzypek, kompozytor, pedagog (ur. 1880)
- 1944:
  - Wanda Delong, polska harcerka, ZWZ i AK (ur. 1920)
  - William Mulock, kanadyjski prawnik, polityk (ur. 1843)
  - Stanisław Karol Rychliński, polski socjolog, ekonomista, wykładowca akademicki (ur. 1903)
- 1945:
  - Walter Cannon, amerykański fizjolog, neurolog, psycholog, wykładowca akademicki (ur. 1871)
  - Franz Müller, niemiecki lekarz, farmakolog, wykładowca akademicki (ur. 1871)
- 1946 – Pavel Huyn, czeski duchowny katolicki pochodzenia niemieckiego, biskup brneński, arcybiskup metropolita praski i patriarcha Aleksandrii (ur. 1868)
- 1947:
  - Olive Borden, amerykańska aktorka (ur. 1906)
  - Georges Delfanne, belgijski bojówkarz, współpracownik Gestapo (ur. 1913)
  - Gregorio Martínez Sierra, hiszpański prozaik, poeta, dramaturg (ur. 1881)
- 1948:
  - Fieodosij Krasowski, rosyjski astronom, geodeta, wykładowca akademicki (ur. 1878)
  - Phraya Manopakornnitithada, tajski polityk, premier Syjamu (ur. 1884)
  - Adolf Szyszko-Bohusz, polski architekt, konserwator zabytków (ur. 1883)
- 1949:
  - Nykyta Budka, ukraiński duchowny greckokatolicki, biskup pomocniczy archieparchii lwowskiej, męczennik, błogosławiony (ur. 1877)
  - Buddy Clark, amerykański muzyk, piosenkarz (ur. 1912)
  - Wacław Lilpop, polski urolog (ur. 1887)
- 1950:
  - Jakow Kapustin, radziecki polityk (ur. 1904)
  - Aleksiej Kuzniecow, radziecki generał porucznik, polityk (ur. 1905)
  - Piotr Łazutin, radziecki polityk (ur. 1905)
  - Piotr Popkow, radziecki polityk (ur. 1903)
  - Michaił Rodionow, radziecki polityk (ur. 1907)
  - Nikołaj Wozniesienski, radziecki polityk (ur. 1903)
- 1951:
  - Aleksander Kowalski, polski polityk, poseł na Sejm PRL (ur. 1908)
  - Paulina Pfeiffer, amerykańska dziennikarka (ur. 1895)
  - Karel Teige, czeski pisarz, publicysta, fotograf (ur. 1900)
- 1953 – Luis Alberto Riart, paragwajski prawnik, polityk, prezydent Paragwaju (ur. 1880)
- 1956:
  - Stan Ockers, belgijski kolarz szosowy (ur. 1920)
  - Adam Polewka, polski pisarz (ur. 1903)
- 1957:
  - Jacques Fesch, francuski morderca (ur. 1930)
  - Władysław Ilcewicz, polski aktor (ur. 1898)
- 1959 – Enrico De Nicola, włoski prawnik, polityk, prezydent Włoch (ur. 1877)
- 1960 – Giuseppe Fietta, włoski kardynał, nuncjusz apostolski (ur. 1883)
- 1961:
  - Donald Cook, amerykański aktor (ur. 1901)
  - Jędrzej Marusarz Jarząbek, polski przewodnik tatrzański, cieśla, ratownik górski (ur. 1877)
- 1962 – Henryk Kłoczkowski, polski komandor podporucznik, podwodniak (ur. 1902)
- 1963:
  - Stanisław Iwański, polski aktor (ur. 1903)
  - Zygmunt Lorec, polski malarz, grafik, akwarysta (ur. 1891)
- 1964:
  - Stanisław Bes, polski porucznik piechoty (ur. 1912)
  - Ernst Toch, amerykański kompozytor pochodzenia żydowskiego (ur. 1887)
- 1966 – Wadim Baggowut, radziecki oficer marynarki, partyzant (ur. ?)
- 1968 – Romano Guardini, niemiecki teolog, filozof pochodzenia włoskiego (ur. 1885)
- 1969 – Dick Farley, amerykański koszykarz (ur. 1932)
- 1970:
  - Vilhelm Carlberg, szwedzki strzelec sportowy (ur. 1890)
  - Petar Konjović, serbski kompozytor (ur. 1883)
  - Raúl Riganti, argentyński kierowca wyścigowy (ur. 1893)
  - Józef Słonecki, polski piłkarz (ur. 1899)
- 1971:
  - Maguba Syrtłanowa, radziecka pilotka wojskowa (ur. 1912)
  - Giuseppe Tonani, włoski sztangista (ur. 1890)
- 1972:
  - Ejvind Blach, duński hokeista na trawie (ur. 1895)
  - Bolesław Cichecki, polski piłkarz (ur. 1905)
  - Kurt Hiller, niemiecki eseista pochodzenia żydowskiego (ur. 1885)
  - Mieczysław Urban Jarosz, polski oficer, adwokat (ur. 1886)
  - Louis Leakey, brytyjski archeolog, paleontolog (ur. 1903)
- 1973:
  - Lajos Kovács, węgierski piłkarz, trener (ur. 1894)
  - Carlos Schneeberger, chilijski piłkarz (ur. 1902)
  - Alvar Thiel, szwedzki żeglarz sportowy (ur. 1893)
  - Jan Zieleniewski, polski ekonomista, wykładowca akademicki (ur. 1901)
- 1974:
  - Józef Adamek, polski piłkarz (ur. 1900)
  - Ralph Bishop, amerykański koszykarz (ur. 1915)
  - Marian Gumowski, polski numizmatyk, heraldyk, historyk (ur. 1881)
  - Spiridon Marinatos, grecki archeolog (ur. 1901)
- 1975:
  - Al Jackson, amerykański perkusista, członek zespołu Booker T. and the M.G.'s (ur. 1935)
  - Danijel Premerl, jugosłowiański piłkarz, trener (ur. 1904)
- 1977 – František Zíta, czeski szachista (ur. 1909)
- 1978 – Adam Ciołkosz, polski publicysta, instruktor harcerski, polityk, poseł na Sejm RP, przywódca PPS (ur. 1901)
- 1979 – Dorothy Arzner, amerykańska reżyserka, scenarzystka i montażystka filmowa (ur. 1897)
- 1980 – Patrick E. Haggerty, amerykański inżynier, przedsiębiorca (ur. 1914)
- 1981 – Robert Tripp Ross, amerykański polityk (ur. 1903)
- 1983 – Johan Richthoff, szwedzki zapaśnik (ur. 1898)
- 1984:
  - Walter Alston, amerykański baseballista (ur. 1911)
  - Blagoje Marjanović, jugosłowiański piłkarz, trener (ur. 1907)
- 1985:
  - E.B. White, amerykański pisarz (ur. 1899)
  - Stanisław Wierzbowski (ur. 1908), polski krajoznawca
- 1986 – Barbara Sadowska, polska poetka (ur. 1940)
- 1987:
  - István Palotás, węgierski piłkarz, trener (ur. 1908)
  - Kazimierz Przybyłowski, polski prawnik (ur. 1900)
- 1988 – Pavle Vujisić, serbski aktor (ur. 1926)
- 1989:
- " Stanisława Fleszarowa-Muskat, polska pisarka, poetka, dramaturg, publicystka (ur. 1919)
  - Witold Rowicki, polski dyrygent, pedagog (ur. 1914)
- 1990:
  - John Stewart Bell, północnoirlandzki fizyk teoretyczny (ur. 1928)
  - Andrzej Krzanowski, polski kompozytor, akordeonista, pedagog (ur. 1951)
  - Curtis LeMay, amerykański generał lotnictwa, polityk (ur. 1906)
  - Władysław Strumski, polski pisarz, publicysta, działacz podziemia antykomunistycznego (ur. 1922)
  - Władysław Wnuk, polski działacz polonijny (ur. 1901)
- 1991:
  - Aszot Etmekdżyjan, radziecki polityk (ur. 1911)
  - Walenty Hartwig, polski internista, endokrynolog, profesor nauk medycznych (ur. 1901)
- 1992 – Petra Kelly, niemiecka polityk (ur. 1947)
- 1993:
  - Segundo Castillo, peruwiański piłkarz (ur. 1913)
  - Polly Klaas, amerykańska ofiara morderstwa (ur. 1981)
  - Helena Makowska-Fijewska, polska aktorka, śpiewaczka (ur. 1918)
  - Aleksander Przyłucki, polski duchowny neounicki (ur. 1910)
- 1994:
  - Stanisław Banaś, polski pisarz (ur. 1921)
  - Clarence Houser, amerykański lekkoatleta, kulomiot i dyskobol (ur. 1901)
  - Oluyemi Kayode, nigeryjski lekkoatleta, sprinter (ur. 1968)
  - Paul Lorenzen, niemiecki pisarz (ur. 1915)
- 1996:
  - Grzegorz Dubowski, polski dziennikarz, scenarzysta, krytyk i realizator filmowy (ur. 1934)
  - Karl Johannes Herbert Seifert, niemiecki matematyk (ur. 1907)
- 1999 – Teodozjusz Starak, ukraiński polityk, dyplomata (ur. 1931)
- 2000 – René Coicaud, francuski florecista (ur. 1927)
- 2001:
  - Lee Cronbach, amerykański psycholog i statystyk (ur. 1916)
  - Hans Schwemmer, niemiecki duchowny katolicki, arcybiskup, nuncjusz apostolski (ur. 1945)
- 2002 – Maksymilian Pluta, polski fizyk (ur. 1929)
- 2003 – Zbigniew Lengren, polski grafik, rysownik, karykaturzysta, ilustrator, plakacista (ur. 1919)
- 2004:
  - Richard Avedon, amerykański fotograf (ur. 1923)
  - Jurij Bałandin, radziecki polityk (ur. 1925)
  - Mirosław Fazan, polski filolog, historyk, politolog (ur. 1933)
  - Reinhard Hesse, niemiecki dziennikarz, pisarz (ur. 1956)
  - Bruce Palmer, kanadyjski basista, członek zespołu Buffalo Springfield (ur. 1946)
- 2005:
  - Szymon Jędrzejczak, polski pływak (ur. 1986)
  - Román Torán Albero, hiszpański szachista (ur. 1931)
- 2006:
  - Atanas Michajłow, bułgarski piłkarz (ur. 1949)
  - Wanda Rucińska, polska aktorka (ur. 1919)
- 2007:
  - Al Oerter, amerykański lekkoatleta, dyskobol (ur. 1936)
  - Tetsuo Okamoto, brazylijski pływak pochodzenia japońskiego (ur. 1932)
  - Jerzy Srzednicki, polski malarz, grafik, rzeźbiarz, poeta (ur. 1930)
- 2009:
  - Otar Cziładze, gruziński pisarz (ur. 1933)
  - Andrzej Kempa, polski księgoznawca, bibliofil, regionalista (ur. 1936)
- 2010:
  - Dezső Bundzsák, węgierski piłkarz (ur. 1928)
  - Audouin Dollfus, francuski astronom (ur. 1924)
  - Gerard Labuda, polski historyk, mediewista (ur. 1916)
  - Michel Mathieu, francuski polityk (ur. 1944)
- 2011:
  - Sven Johansson, szwedzki hokeista (ur. 1931)
  - Paweł (Mantowanis), cypryjski duchowny prawosławny, metropolita Kirenii (ur. 1945)
- 2012:
  - Dirk Bach, niemiecki aktor (ur. 1961)
  - Eric Hobsbawm, brytyjski historyk (ur. 1917)
  - Mosze Sanbar, izraelski ekonomista (ur. 1926)
- 2013:
  - Peter Broadbent, angielski piłkarz (ur. 1933)
  - Tom Clancy, amerykański pisarz (ur. 1947)
  - Giuliano Gemma, włoski aktor (ur. 1938)
  - Israel Gutman, polski historyk, działacz ruchu oporu w getcie warszawskim pochodzenia żydowskiego (ur. 1923)
  - Juan Linz, hiszpański socjolog, politolog (ur. 1926)
  - Stanisław Milewski, polski pisarz (ur. 1931)
  - Wiktor Trofimow, ukraiński żużlowiec (ur. 1938)
- 2014:
  - Witalij Dmytrenko, ukraiński piłkarz (ur. 1951)
  - Szelomo Lahat, izraelski generał, polityk, burmistrz Tel Awiwu (ur. 1927)
  - Konrad Strzelewicz, polski pisarz (ur. 1934)
  - Tadeusz Szymczak, polski prawnik, konstytucjonalista (ur. 1923)
  - Andrzej Zaborski, polski filolog, orientalista (ur. 1942)
- 2015:
  - Paweł Fietkiewicz, polski rzeźbiarz, złotnik (ur. 1930)
  - Stanisław Kociołek, polski polityk, dyplomata, poseł na Sejm PRL, wicepremier (ur. 1933)
- 2016:
  - David Herd, szkocki piłkarz (ur. 1934)
  - Erol Keskin, turecki piłkarz (ur. 1927)
- 2017:
  - Arthur Janov, amerykański psycholog, psychoterapeuta (ur. 1924)
  - František Listopad, czeski i portugalski poeta, tłumacz, reżyser teatralny (ur. 1921)
  - Krystyn Matwijowski, polski historyk (ur. 1936)
  - Hanna Sygietyńska-Kwoczyńska, polska historyk sztuki (ur. 1930)
  - Łarisa Wolpert, estońska szachistka (ur. 1926)
  - Adam Worwa, polski hokeista (ur. 1959)
  - Henryk Zalesiński, polski aktor (ur. 1927)
- 2018:
  - Charles Aznavour, francuski kompozytor, piosenkarz, aktor pochodzenia ormiańskiego (ur. 1924)
  - Stelvio Cipriani, włoski kompozytor muzyki filmowej (ur. 1937)
  - Đỗ Mười, wietnamski polityk, premier i sekretarz generalny Komunistycznej Partii Wietnamu (ur. 1917)
  - Carlos Ezquerra, hiszpański rysownik komiksowy (ur. 1947)
  - Arkadiusz Olczyk, polski duchowny katolicki, teolog, nauczyciel akademicki (ur. 1966)
  - Graciano Rocchigiani, niemiecki bokser (ur. 1963)
- 2019:
  - Karel Gott, czeski piosenkarz (ur. 1939)
  - Wolfgang Perner, austriacki biathlonista (ur. 1967)
  - Eric Pleskow, austriacki producent filmowy (ur. 1924)
  - Janina Romańska-Werner, polska pianistka (ur. 1940)
  - Karol Tendera, polski działacz społeczny, publicysta, więzień KL Auschwitz-Birkenau (ur. 1921)
- 2020:
  - Serhij Atelkin, ukraiński piłkarz, trener (ur. 1972)
  - Derek Mahon, północnoirlandzki poeta, scenarzysta, krytyk teatralny (ur. 1941)
  - Henryk Pietrzak, polski generał brygady pilot (ur. 1935)
  - Danuta Szmidt-Calińska, polska tenisistka stołowa (ur. 1936)
- 2021:
  - Małgorzata Kościelak-Królikowska, polska artystka sztuk wizualnych, projektantka wnętrz i grafiki użytkowej (ur. 1962)
  - Earle Wells, nowozelandzki żeglarz sportowy (ur. 1933)
- 2022:
  - Wojciech Chlebda, polski językoznawca, wykładowca akademicki (ur. 1950)
  - Antoni Ciszek, polski piłkarz (ur. 1931)
  - Edward Dobrzański, polski aktor (ur. 1929)
  - Antonio Inoki, japoński wrestler, promotor, zawodnik MMA, polityk (ur. 1943)
  - Lech Krzysztof Paprzycki, polski prawnik, prezes Sądu Najwyższego (ur. 1947)
  - Stanisław Tworzydło, polski artysta plastyk (ur. 1933)
- 2023:
  - Lars Arnesson, szwedzki piłkarz, trener (ur. 1936)
  - Jan Góra, polski malarz, grafik, rysownik, wykładowca akademicki (ur. 1936)
  - Patricia Janečková, słowacka śpiewaczka operowa (sopran) (ur. 1998)
  - Krzysztof Lasocki, polski brydżysta (ur. 1940)
- 2024:
  - Michael Ancram, brytyjski arystokrata, polityk (ur. 1945)
  - Denílson, brazylijski piłkarz (ur. 1943)
  - Wiaczesław Dobrynin, rosyjski piosenkarz, kompozytor (ur. 1946)
  - Zenón Franco Ocampos, paragwajski szachista, dziennikarz i trener szachowy (ur. 1956)
  - Norbert Hans, polski plastyk, malarz, rzeźbiarz (ur. 1944)
  - Francesco Merloni, włoski przedsiębiorca, polityk, minister robót publicznych (ur. 1925)